# Telefunken
Die Telefunken Gesellschaft für drahtlose Telegraphie m.b.H. (ab 1955 Telefunken GmbH) war ein deutsches Unternehmen der Funk- bzw. Nachrichtentechnik. Telefunken und seine Nachfolgeunternehmen bauten Sende- und Empfangsgeräte für die Funktelegrafie, den Rundfunk sowie die drahtlose und kabelgebundene Übertragungstechnik. Das 1903 von den beiden Elektrokonzernen Siemens & Halske (S & H) und AEG (Allgemeine Elektricitäts-Gesellschaft) gemeinsam gegründete Unternehmen hielt über 20.000 Patente, war führend an der Entwicklung der Radartechnik beteiligt und Erfinder des Farbfernsehens nach dem PAL-System.
Ab 1941 war Telefunken ein hundertprozentiges AEG-Tochterunternehmen. Nach der Umwandlung zur TELEFUNKEN AG im Jahr 1963 entstand durch die Fusion mit der Muttergesellschaft Anfang 1967 die Allgemeine Elektricitäts-Gesellschaft AEG-TELEFUNKEN. Die Firma wurde 1979 in AEG-Telefunken Aktiengesellschaft geändert. Nach der Übernahme durch Daimler-Benz im Jahre 1985 änderte sich deren Name in AEG Aktiengesellschaft. Die restlichen Telefunken-Geschäftsbereiche wurden diversen neuen Gesellschaften übertragen. Die AEG AG ist seit 1996, dem Jahr der Löschung im Handelsregister von Frankfurt am Main, nicht mehr existent.
Bis ca. 2005 waren noch ehemalige AEG-Telefunken-Unternehmensbereiche, die in der Tradition der früheren Telefunken-Gesellschaft standen, mit diesem Namen als Teil der Firma am Markt vertreten. Heute liegen die Markenrechte bei der Telefunken Licenses GmbH, welche Lizenzen zur Verwendung des Begriffs „Telefunken“ erteilt.
Mittlerweile werden unter der Marke „Telefunken“ diverse Elektroartikel fast aller Kategorien angeboten, darunter Radiowecker, Autoradios, Fernseher, Ladegeräte, Smartphones, Waschmaschinen, Mikrofone, Elektrofahrräder, aber auch automatisierte externe Defibrillatoren (AED). 

## Geschichte

### Die Anfänge bis 1945

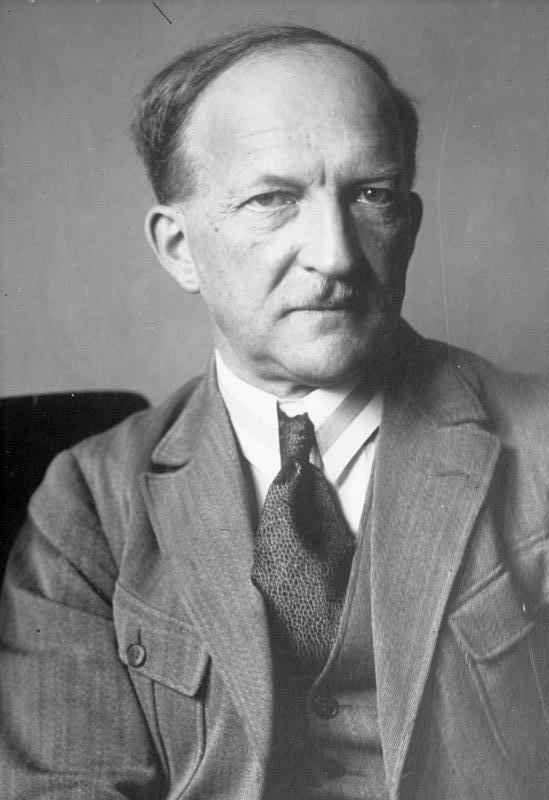
Telefunken-Mitbegründer
Georg Graf von Arco (1931)

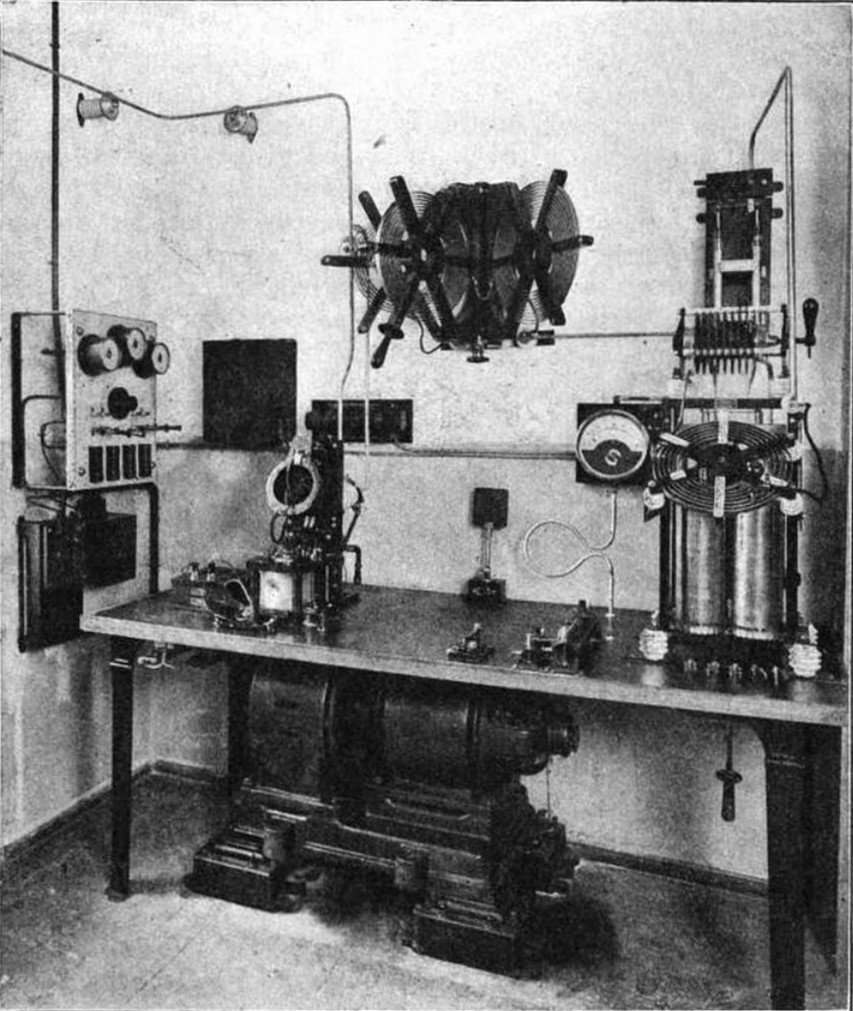
Telefunken-Schiffsfunkstation Typ D mit Löschfunkensender und Detektorempfänger (1917)

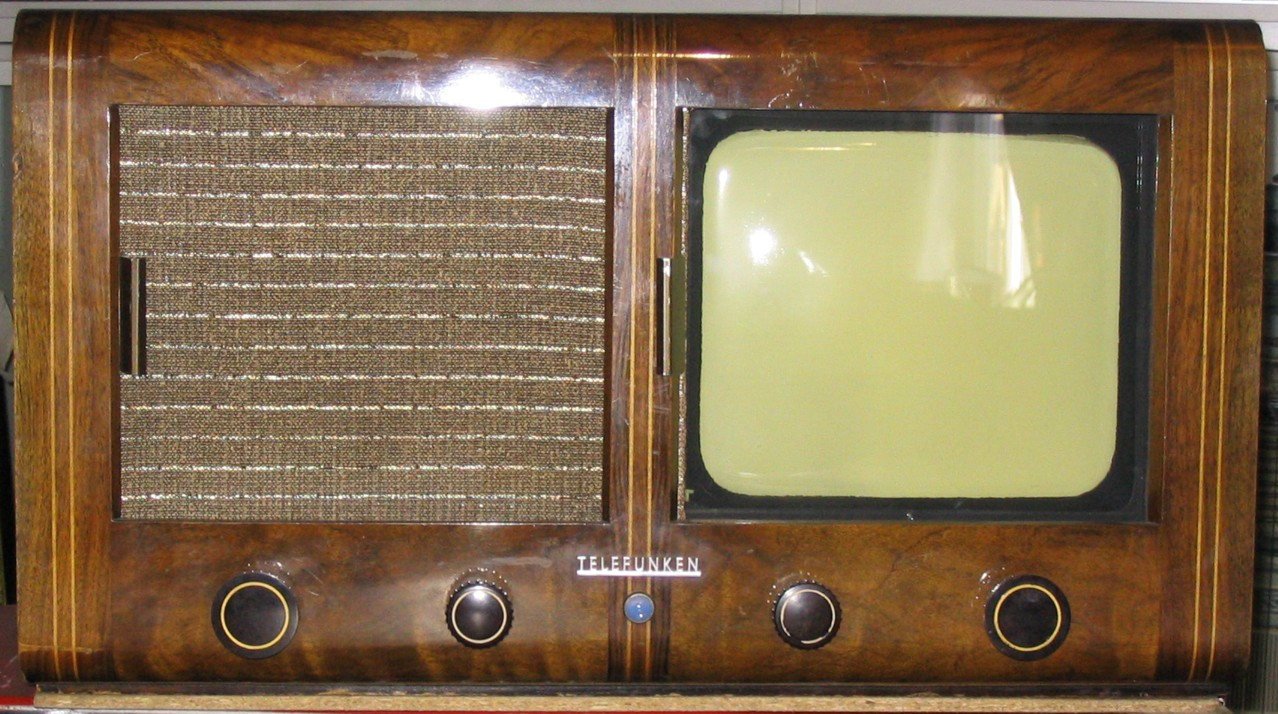
Einheits-Fernseh-Empfänger E 1 von 1939

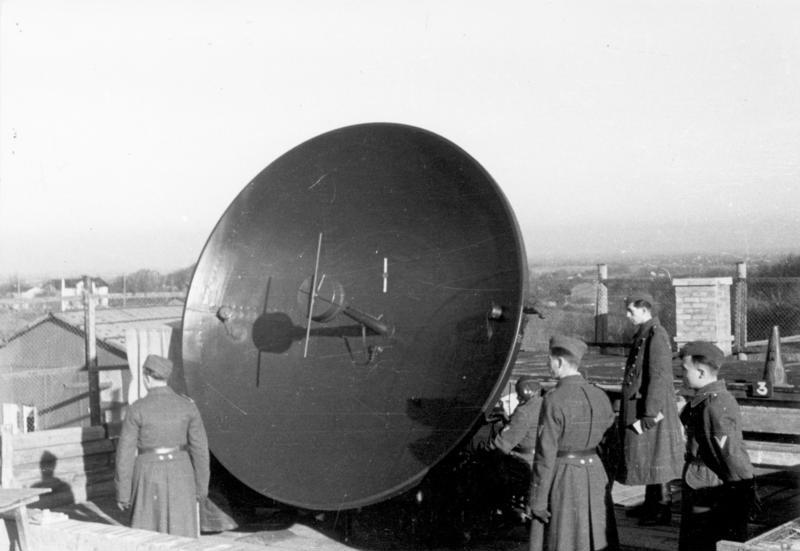
Telefunken-Radargerät „Würzburg“ im Einsatz bei der Wehrmacht (1942)

Um die Jahrhundertwende unterhielten die beiden führenden Elektrokonzerne des Deutschen Reiches jeweils eigene Labors für die Erforschung der Funken-Telegrafie zur drahtlosen Nachrichtenübermittlung. Die eine Gruppe um Adolf Slaby und Georg Graf von Arco entwickelte bei der AEG für die Kaiserliche Marine, die andere unter Karl Ferdinand Braun bei Siemens & Halske für das Deutsche Heer. In internationaler Konkurrenz standen sie dabei zu verschiedenen Unternehmen um  Guglielmo Marconi.
Als die beiden Großkonzerne begannen, sich um die Patente zu streiten, schlichtete Kaiser Wilhelm II.: Auf sein Drängen gründeten am 27. Mai 1903 in Berlin Siemens & Halske und die AEG als Gemeinschaftsunternehmen zu gleichen Teilen die Gesellschaft für drahtlose Telegraphie m.b.H., System Telefunken mit einem Stammkapital von 300.000 Mark. Erster Technischer Direktor war Georg Graf von Arco. Telefunken, die Telegrammadresse der Gesellschaft, wurde als Warenzeichen am 11. November 1903 beim Kaiserlichen Patentamt eingetragen. Mit der Unternehmensgründung legten am Beginn des Zeitalters der Funk- und Nachrichtentechnik die Unternehmen S & H und AEG ihre Kenntnisse und Aktivitäten zusammen, um für die zivile Schifffahrt, das Militär und die interkontinentale Nachrichtenübermittlung Funk- und Empfangsanlagen zu entwickeln und zu vermarkten. Dabei stand Telefunken in Konkurrenz zur Berliner C. Lorenz AG und im Bereich der Handelsschifffahrt auch zur Compagnie de Télégraphie sans Fil (Gesellschaft für drahtlose Telegraphie) in Brüssel, einem im Jahr 1900 von der britischen Marconi Company gegründeten Unternehmen, das Handelsschiffe fast aller europäischer Staaten ausrüstete. Funkstationen auf britischen Schiffen wurden dagegen von der ebenfalls 1900 geschaffenen Marconi-Tochtergesellschaft Marconi International Marine Communication Company betrieben.
Für den Seefunkverkehr gründeten im Jahr 1911 Siemens, AEG und Telefunken zusammen mit der Brüsseler Marconi-Tochter Compagnie de Télégraphie sans Fil die Deutsche Betriebsgesellschaft für drahtlose Telegraphie m.b.H. (DEBEG), die weltweit die Funkstationen der vier beteiligten Unternehmen nutzen konnte. Durch die von Telefunken 1908 eingeführten Löschfunkensender (Tonfunkensender) mit einer dreimal höheren Reichweite als die alten Knallfunkensender nahm das Unternehmen zusammen mit Marconi bald eine führende Rolle im Betrieb der Seefunkstationen ein. Die Wichtigkeit des Seefunks wurde nach dem Untergang der Titanic im Jahr 1912 besonders deutlich: Die DEBEG und damit auch Telefunken hatten einen spürbaren Umsatzanstieg zu verzeichnen.
Im April 1923 wurde die Firma in Telefunken Gesellschaft für drahtlose Telegraphie m.b.H. geändert und über 30 Jahre bis 1955 beibehalten. Ab 1923 baute Telefunken Rundfunksender bzw. -empfänger. Mit dem Aufkommen des Rundfunks waren die Jahre von 1924 bis zur Weltwirtschaftskrise 1929 besonders umsatzstark.
Auf der 5. Großen Deutschen Funkausstellung in Berlin 1928 stellte das Unternehmen nach dem Projektionsverfahren arbeitende Fernsehgeräte aus. 1930 erfand der Telefunken-Mitarbeiter Fritz Schröter das Zeilensprungverfahren für flimmerfreie Bilder. Ab 1932 wurden gemeinsam mit der Reichspost Fernseh-Versuchssendungen durchgeführt. Mit dem 1932 gegründeten Tochterunternehmen Telefunken-Platte G.m.b.H. (ab 1950 Teldec bis zu dessen Verkauf im Jahre 1987 an den Time-Warner-Konzern) war Telefunken auch eines der größten deutschen Unternehmen der Schallplattenindustrie. Ab 1933 produzierte das Unternehmen in Zusammenarbeit mit Oskar Sala das Trautonium, ein elektronisches Musikinstrument. Es wurde zur Hausmusik beworben, setzte sich aber nicht durch. Mit dem jungen Jazzer Heinz Wehner baute die Plattengesellschaft ab 1935 einen internationalen Star auf und leistete sich, unabhängig von den Maßregelungen der Reichsmusikkammer, mit Wehners „Telefunken-Swing-Orchester“ eine Big Band amerikanischer Prägung.
Die von Telefunken ab 1934 entwickelten „Zielfluggeräte“ gelten zusammen mit dem gleichzeitig eingeführten Lorenz-Landesystem der Berliner C. Lorenz AG als Vorläufer der heutigen Instrumentenlandesysteme (ILS).
Der mit einer neuartigen Rechteck-Bildröhre von Telefunken bestückte deutsche Einheits-Fernseh-Empfänger wurde gemeinsam mit anderen Unternehmen der Rundfunkindustrie entwickelt und 1939 auf der 16. Großen Deutschen Funk- und Fernseh-Ausstellung in Berlin präsentiert. Im selben Jahr übernahm das Unternehmen das Osram-Werk A (wie AEG; das frühere Werk für Glühlampen der AEG) in der Sickingenstraße 71 (Berlin-Moabit), um die Produktion der technologisch wichtigen Elektronenröhren in eigener Regie weiterzuführen. Dort hatte seit 1920 Osram die Röhren für Telefunken hergestellt. Allein in dieser größten Röhrenfabrik Europas waren einschließlich Nebenbetrieben im Jahr 1939 ca. 8000 Mitarbeiter beschäftigt, die jährlich bis zu 12 Millionen Elektronenröhren herstellten, was drei Viertel des deutschen Bedarfs darstellte.
Ende der 1930er Jahre betrug die Gesamtbelegschaft 23.500 Mitarbeiter und stieg im Verlauf des Zweiten Weltkriegs auf 40.000 an; darunter wie in fast allen deutschen Großbetrieben auch viele Zwangs- und „Ostarbeiter“. 1941 übernahm die AEG die Telefunken-Anteile von S & H (Siemens & Halske) und führte das Unternehmen als 100-prozentige Tochtergesellschaft weiter. S & H bekam die Erlaubnis, bis Kriegsende die Telefunken-Patente weiter zu nutzen.
Vor und während des Krieges war die Telefunken-Gesellschaft das führende deutsche Unternehmen auf dem Gebiet der elektronischen Kriegsführung, speziell der Funkmesstechnik, wie die Wehrmacht die neu eingeführten Radargeräte zur Tarnung nannte. Für die Luftwaffe wurden neben diversen Peilgeräten zur Zielfindung das Leitstrahl-System „Knickebein“ und zur allgemeinen Flugnavigation die „Bernhard“-Drehfunkfeuer entwickelt. Telefunken stellte ortsfeste Radargeräte („Würzburg“ und „Würzburg-Riese“), Dezimeter-Richtfunkanlagen („Michael“-Gerät) und das erste Passivradar „Klein Heidelberg“ her. Das Unternehmen entwickelte für die Nachtjagd das erste deutsche Flugzeug-Bordradar „Lichtenstein“. Um die U-Boote der Kriegsmarine vor den mit Zentimeterwellenradar (H2S) ausgerüsteten U-Boot-Jagdflugzeugen der Alliierten zu warnen, lieferte Telefunken das Funkmessbeobachtungsgerät „Naxos“. Das Kurzsignalverfahren „Kurier“ machte das Anpeilen von Funksendestellen, die Meldungen absetzten, für den Gegner so gut wie unmöglich.

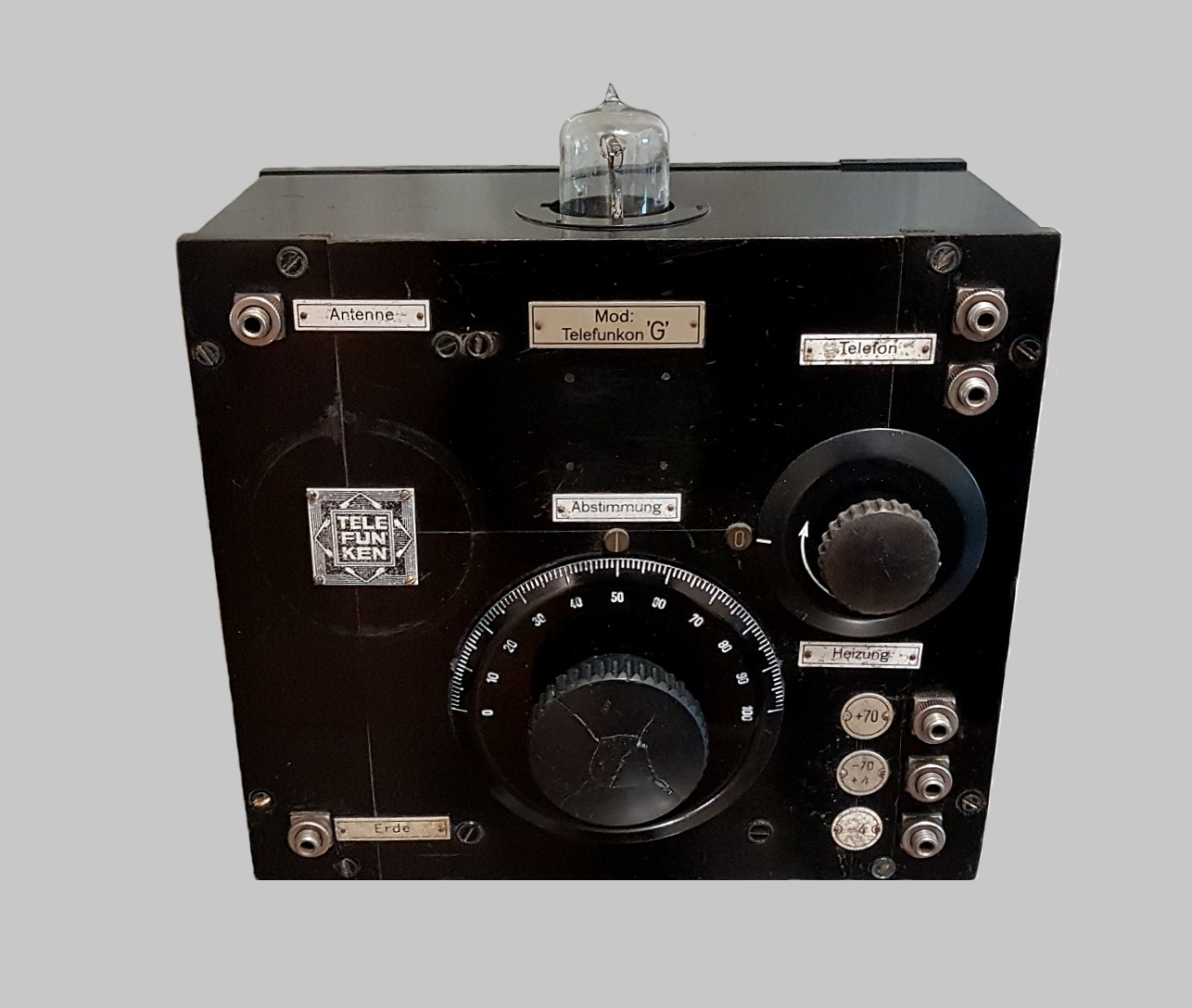
Frühes Telefunken Radio "Telefunkon G" (1924)
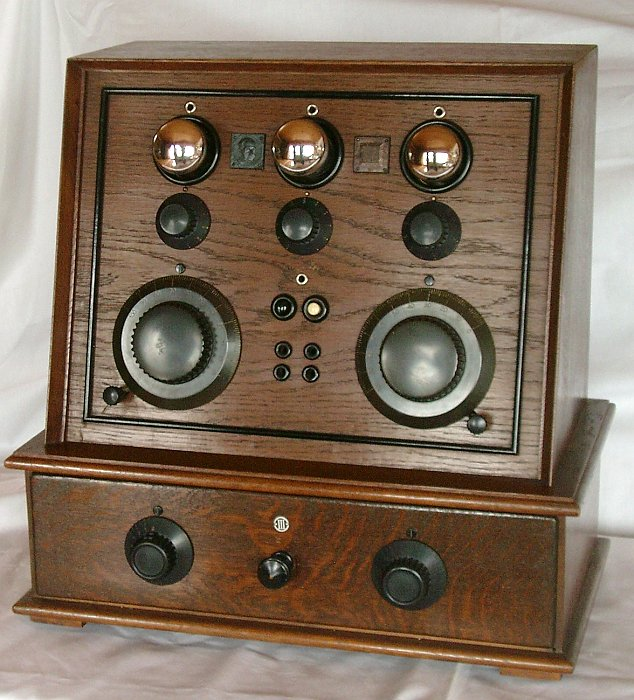
Radio Telefunkon 3/26a (1926)
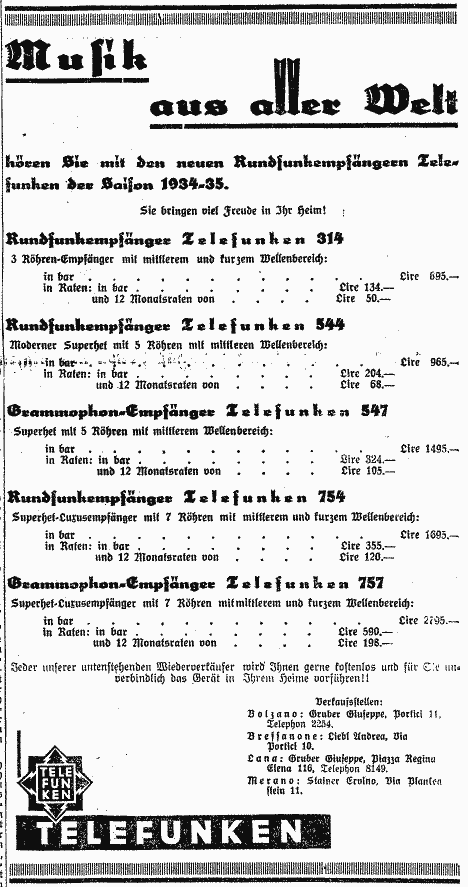
Anzeige in der Bozner Alpenzeitung vom 16. Sept. 1934 mit den Telefunken-Rundfunkempfängern der Saison 1934/35
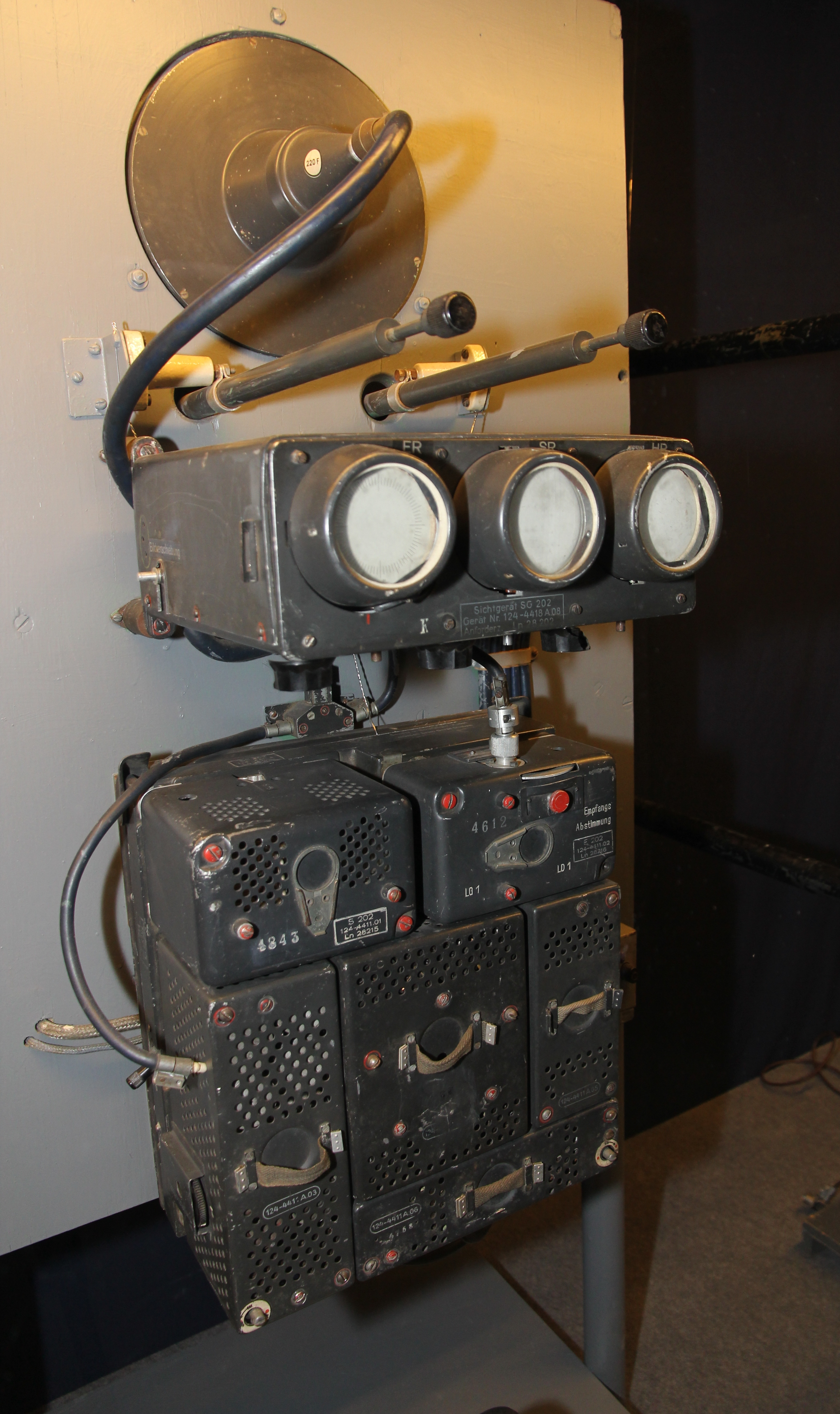
„Lichtenstein“-Bordradargerät in einem finnischen Armeemuseum
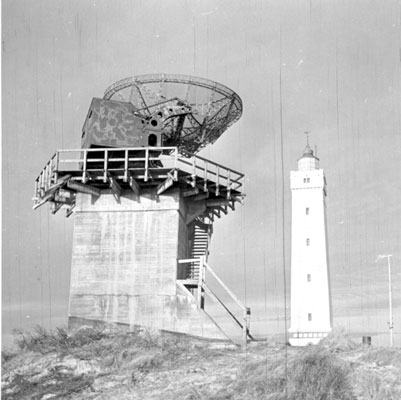
Funkmess-Ortungsgerät FuMO 214 („Seeriese“) der Kriegsmarine auf einem Betonturm im besetzten Dänemark neben dem Leuchtturm Blåvandshuk Fyr
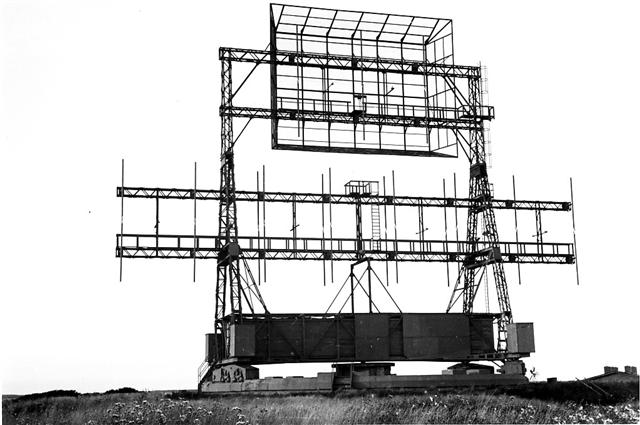
Ein „Bernhard“-Drehfunkfeuer

### Nach dem Zweiten Weltkrieg – Fusion mit der AEG 1967

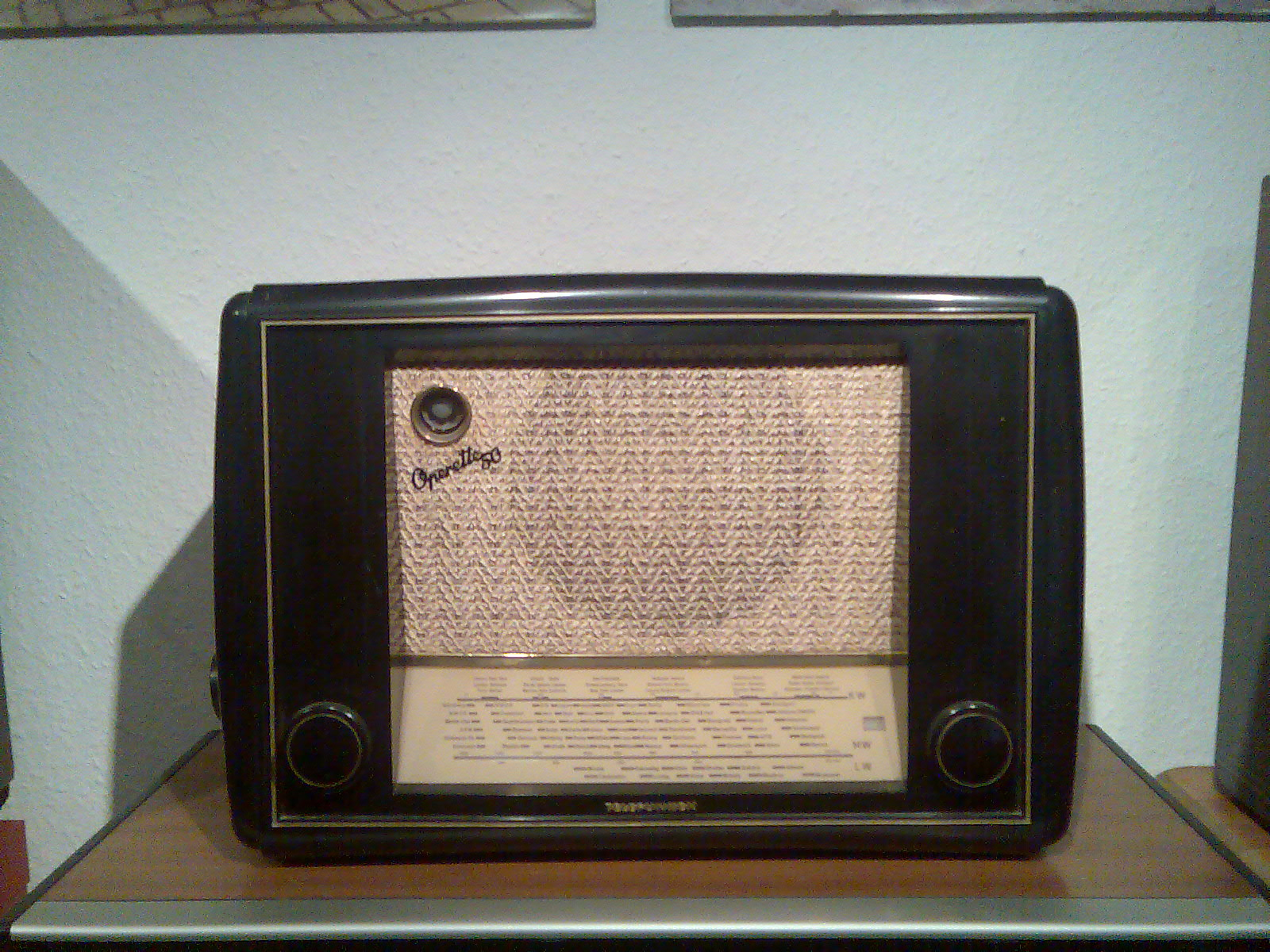
Im Telefunkenwerk Hannover gebaut: „Operette 50“, eines der ersten UKW-Radios (299 DM; 1950)

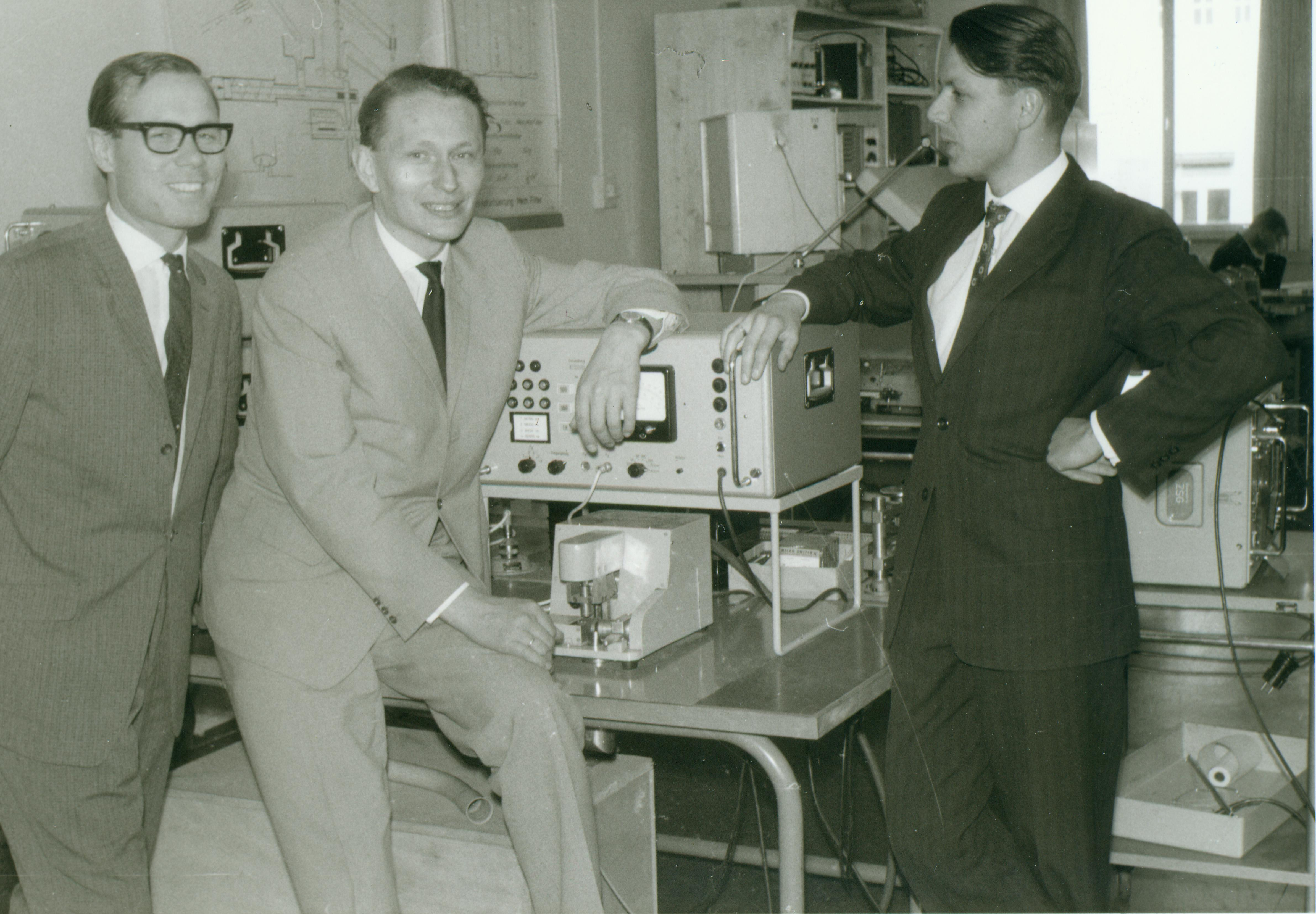
In Ulm war ab 1956 das zentrale Forschungsinstitut von Telefunken angesiedelt. Auf dem Bild von 1961 ist in der Mitte dessen späterer Leiter Manfred Börner, Erfinder der Glasfaser-Datenübertragung, mit zwei Kollegen zu sehen

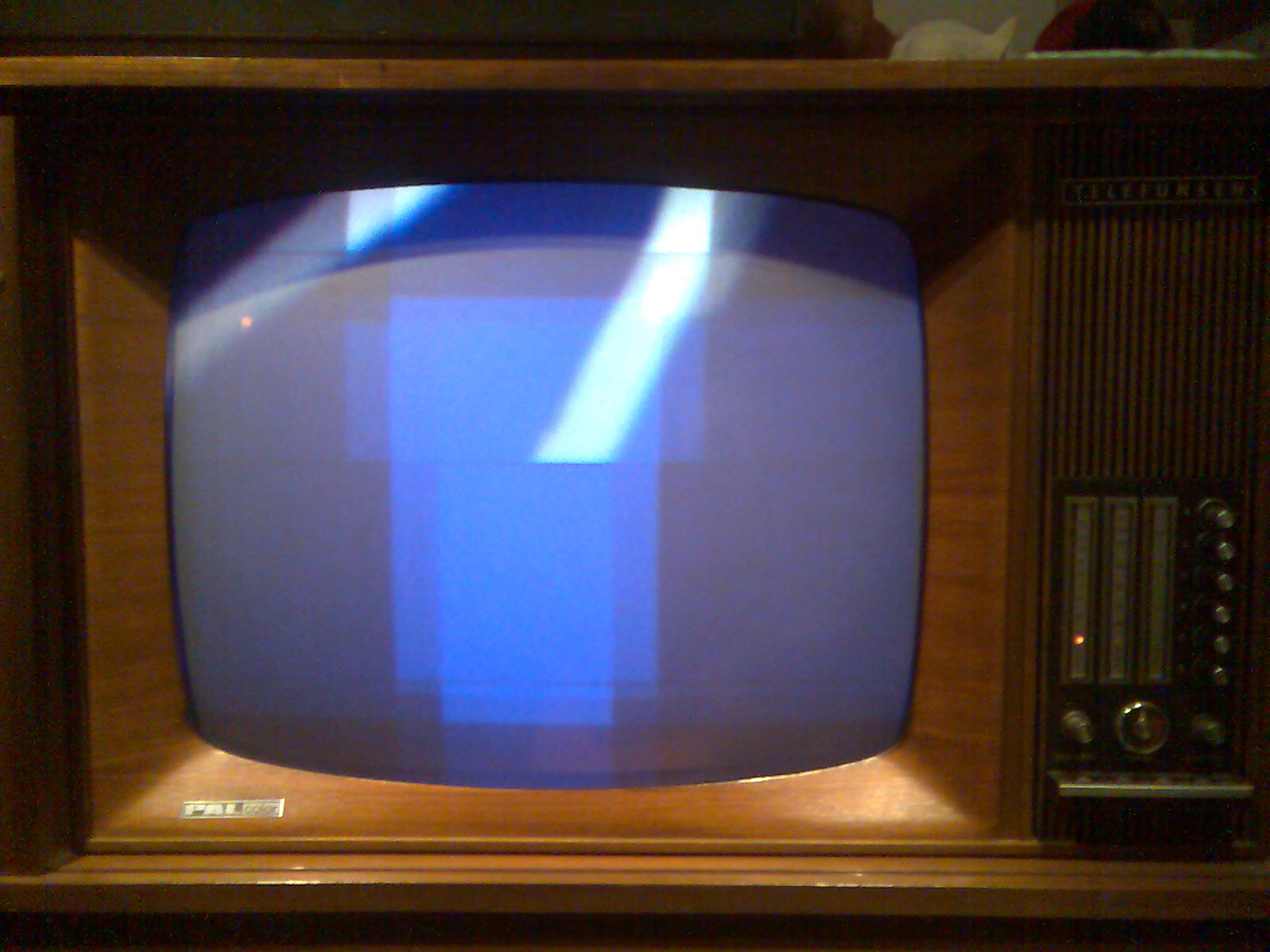
Erster Telefunken-Farbfernseher
PAL Color 708 (1967)

Nach Kriegsende waren drei wichtige Berliner Standorte ausgefallen: das „Telefunkenhaus“ am Halleschen Ufer 30 brannte während der Kämpfe in der Stadt aus und bei den alliierten Luftangriffen war das Gebäude Belle-Alliance-Str. 7–10 (heute Mehringdamm 32/34) in Kreuzberg stark beschädigt worden, ebenso das Stammwerk Zehlendorf. Letzteres wurde vollständig demontiert und bis 1994 von der US-Armee  als Kaserne (McNair Barracks) der Berlin Brigade genutzt. Nur das Werk für Elektronenröhren in Moabit und das Gerätewerk Schwedenstraße im Wedding standen weiter zur Verfügung. Die in Thüringen, Sachsen und Schlesien gelegenen Fabriken kamen unter sowjetische (SMAD) bzw. polnische Verwaltung. Im Herbst 1945 konnte in sanierten Baracken des ehemaligen KZ Dachau unter der Firmierung Apparatewerke Bayern, Dachau eine Fertigung von Röhrenempfängern aufgenommen werden. Telefunken verlegte diese Fertigung schrittweise ab Herbst 1946 nach Hannover-Ricklingen in das Gebäude der Huth-Apparatefabrik an der Göttinger Chaussee 76, das 1940/41 nach Plänen von Ernst Zinsser zur Fertigung von Funktechnik für die Wehrmacht gebaut worden war. Dort produzierte Telefunken ab 1951 auch den ersten nach dem Krieg neu entwickelten Fernseher vom Typ FE 8.
Anfang der 1950er Jahre wurden diverse Geschäftsbereiche von West-Berlin nach Westdeutschland (Ulm und Backnang) verlagert sowie dort vorhandene Produktionsstätten übernommen, ausgebaut oder neu gegründet, um u. a. im neu auflebenden Geschäft der zivilen und militärischen Radartechnik wieder tätig zu sein. Nach dem Besatzungsstatut waren diese Tätigkeiten in Berlin verboten. So entwickelte sich Telefunken unter der „Starkstrom-Mutter“ AEG zur „Schwachstrom-Tochter“ mit den drei Geschäftsbereichen Nachrichten- und Datentechnik (Analog-/Digitalrechner), Bauelemente sowie Rundfunk, Fernsehen und Phono. Telefunken hatte auf diesen Märkten während der Zeit der Eigenständigkeit und auch später im AEG-Konzern ansehnliche Erfolge.
Die Umfirmierung zur Telefunken GmbH im Jahre 1955 wurde notwendig, da zur drahtlosen auch die kabelgebundene Technik dazugekommen war. 1963 erfolgte dann die Umwandlung zur Telefunken Aktiengesellschaft.
Mit einer Sondergenehmigung der englischen Kontrollbehörde wurde ab 1951 die Lizenzfertigung von Decca-Navigationsanlagen für die Schifffahrt aufgenommen. Ab 1955 konnte das Unternehmen nach zehn Jahren Zwangspause aufgrund der Pariser Verträge wieder ohne Beschränkungen in der Radartechnik tätig werden und baute für den Zivilluftverkehr im Auftrag der Bundesanstalt für Flugsicherung die GCA-Technik (ASR-Rundsuchanlagen und PAR-Systeme) in Lizenz des US-Unternehmens Bendix Corporation. Später folgten als eigene Entwicklungen bis zur Einstellung diese Geschäftszweiges im Jahr 1984 auch Mittelbereichsradarsysteme (siehe auch: SRE-M). Für die Schifffahrt wurde von 1958 bis 1962 das Radarsystem Hafen Hamburg aufgebaut. Weitere Systeme an Elbe, Jade, Weser und auf Helgoland folgten. Als Lizenzbau fertigte Telefunken in Ulm auch das NASARR-Radargerät (North American Search and Ranging Radar) für den Lockheed F-104 „Starfighter“ der Bundeswehr.
Auf der Polizeimesse Essen stellte Telefunken im September 1956 mit dem VRG (Verkehrsradargerät) ein Gerät vor, das zur Überwachung der neu eingeführten Geschwindigkeitsbeschränkungen (zunächst Tempo 50 in Ortschaften ab 1. September 1957) benötigt wurde.
In Backnang begann 1956 im Telefunken-Geschäftsbereich Anlagen Weitverkehr (AW) die Entwicklung des Großrechners TR 4, der 1962 auf der Hannover-Messe der Öffentlichkeit vorgestellt wurde. Die erste Serienanlage konnte 1962 im Institut für Angewandte Mathematik der Universität Hamburg in Betrieb genommen werden. Der TR 4 bzw. sein ab Mitte der 1960er Jahre beim Fachgebiet Informationstechnik in Konstanz entwickelter Nachfolger TR 440 (gelesen: vier-vierzig) waren bis etwa 1985 an vielen deutschen Universitätsrechenzentren im Einsatz. In Kooperation mit der Nixdorf Computer AG übernahm 1971 die neue Telefunken Computer GmbH (TC) mit Sitz Konstanz die AEG-Telefunken-Großrechnerentwicklung und -fertigung. Die TC wurde 1974 zur Computer Gesellschaft Konstanz (CGK). Das Gebiet der Mittleren Rechner und Prozessrechner wurde Teil des Bereichs Automatisierungstechnik der AEG.
1959 errichtete Telefunken ein modernes Halbleiterwerk in Heilbronn, wo im April 1960 die Produktion begann. Das Werk wurde mehrfach erweitert, so 1970 um einen sechsstöckigen Neubau am Nordrand des Geländes. Dort arbeiteten zu Beginn der 1970er Jahre rund 2500 Menschen.
Für die Produktion von Farbfernsehempfängern wurde 1966 im Celler Ortsteil Hehlentor ein Werk in Betrieb genommen, in dem in den 1970er Jahren bis zu 2800 Menschen Arbeit fanden. Das im firmeneigenen Fernseh-Grundlagenlabor in Hannover unter Federführung von Walter Bruch entwickelte und 1962 zum Patent angemeldete analoge PAL-Farbfernsehsystem beinhaltet im Gegensatz zu dem in den USA bereits 1953 eingeführten NTSC-Farbsystem eine Technik zur automatischen Fehlerkorrektur von Farbverfälschungen. Die Farbkodierung des PAL-Systems wird in allen digitalen Fernsehern, die diese Norm unterstützen, weiter verwendet.
Die eigenständige Existenz von Telefunken endete Anfang 1967: Die Muttergesellschaft AEG fusionierte mit der Telefunken AG, Berlin und Ulm unter dem Namen Allgemeine Elektricitäts-Gesellschaft AEG-TELEFUNKEN mit Sitz in Frankfurt/Main. Etwa 34.600 Telefunken-Mitarbeiter wechselten mit dem letzten Telefunken-Vorstandsvorsitzenden Felix Herriger in den neuen Konzern unter Leitung von Hans Bühler (1903–1996). Bis zur Änderung der Firma in AEG-Aktiengesellschaft blieben die Firmen Telefunken bzw. AEG noch weitere 18 Jahre an den Gebäuden bestehen.
Der Bereich Unterhaltungselektronik (Rundfunk- und Fernsehgeräte) wurde 1972 in die eigenständige TELEFUNKEN Fernseh und Rundfunk GmbH mit Sitz Hannover ausgegliedert. Der staatliche französische Thomson-Konzern übernahm diese 1983/84 und die Tochterfirmen Thomson Consumer electronics bzw. Thomson multimedia nutzten die Marke Telefunken in der Folge als Handelsname.
Die Allgemeine Elektricitäts-Gesellschaft AEG-TELEFUNKEN wurde 1979 zur AEG-TELEFUNKEN Aktiengesellschaft. Aus EG-rechtlichen Gründen musste die Gesellschaftsform AG hinzugefügt werden. Gleichzeitig entfiel die seit 1888 bestehende Bezeichnung Allgemeine Elektricitäts-Gesellschaft.

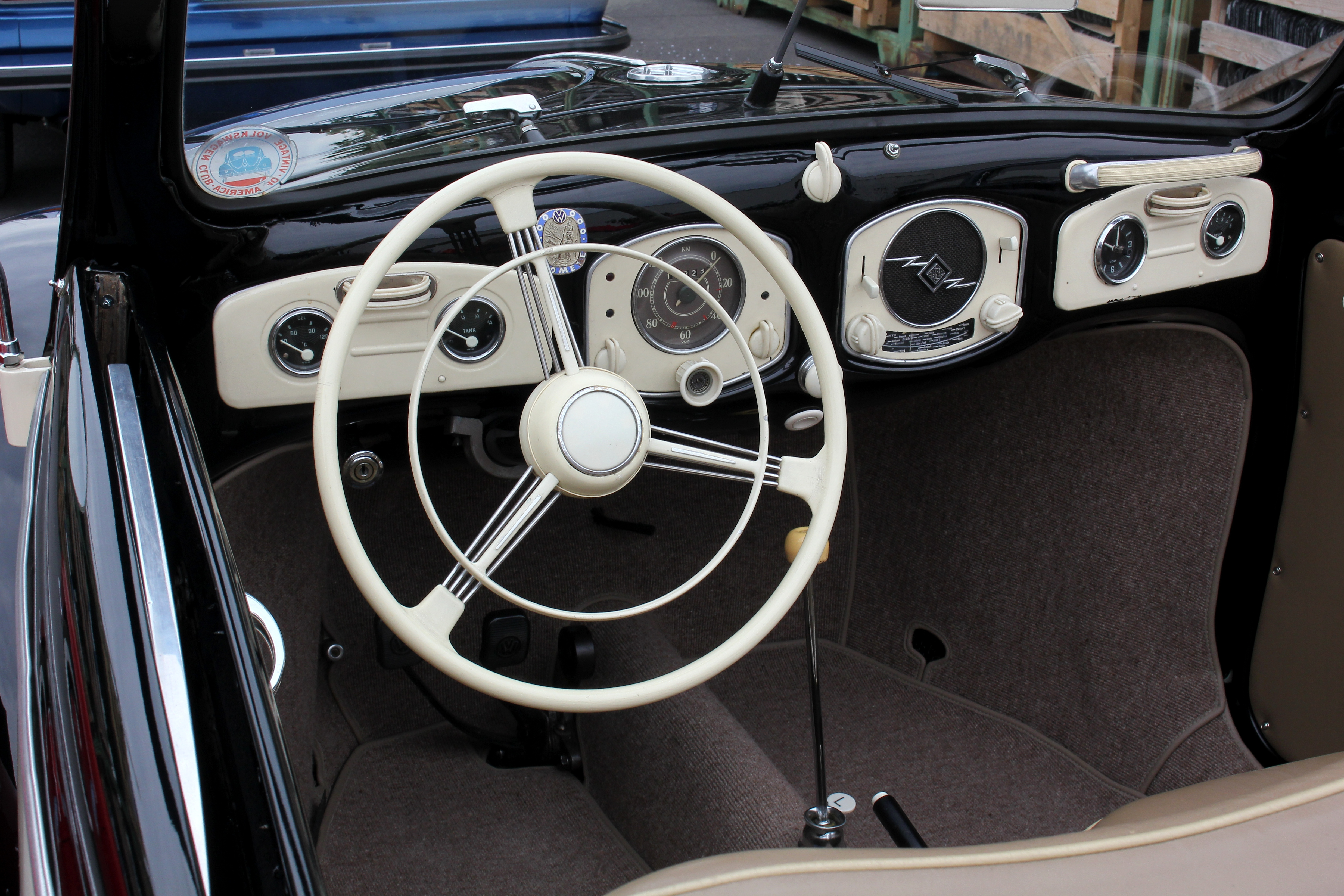
VW Hebmüller-Cabriolet mit Telefunken-Autosuper IA 50 (545 DM, 1949/50)
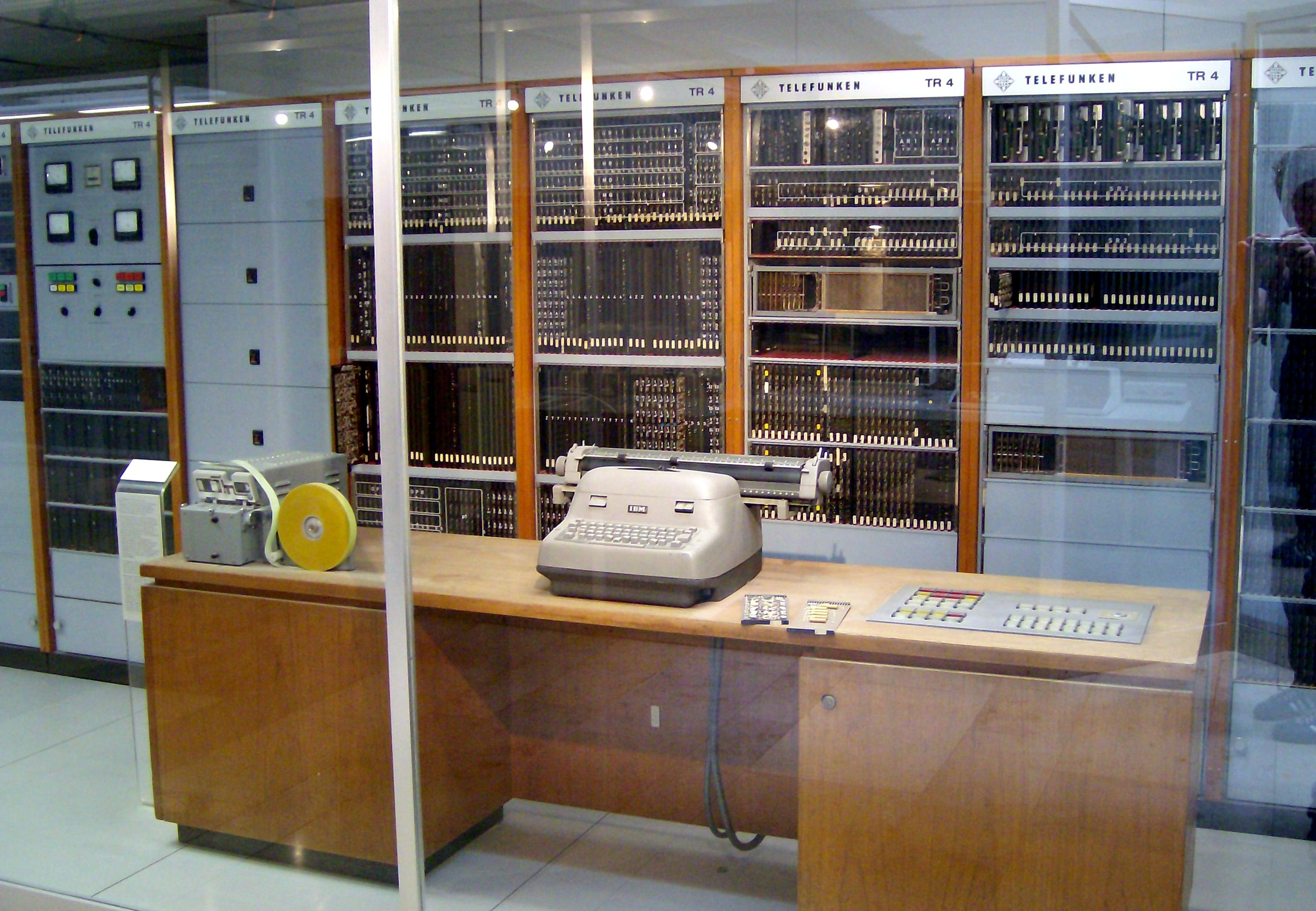
Großrechner Telefunken TR 4 (1963)
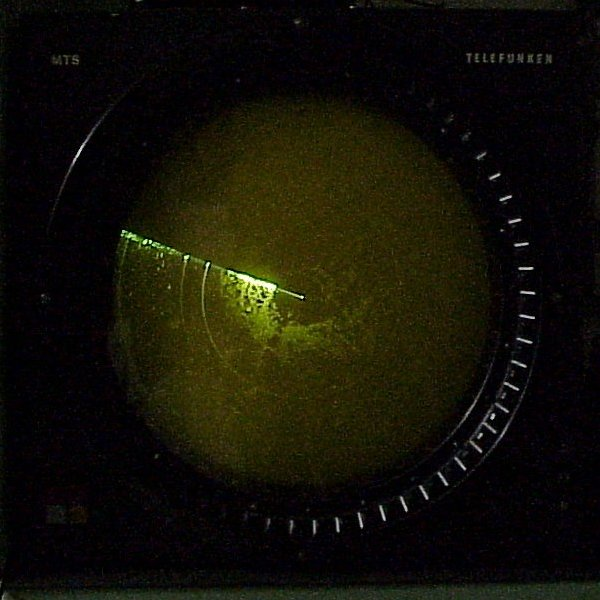
Radargerät der Flugsicherung (1980)

### Vergleichsverfahren von AEG-Telefunken 1982/84 bis zur Auflösung

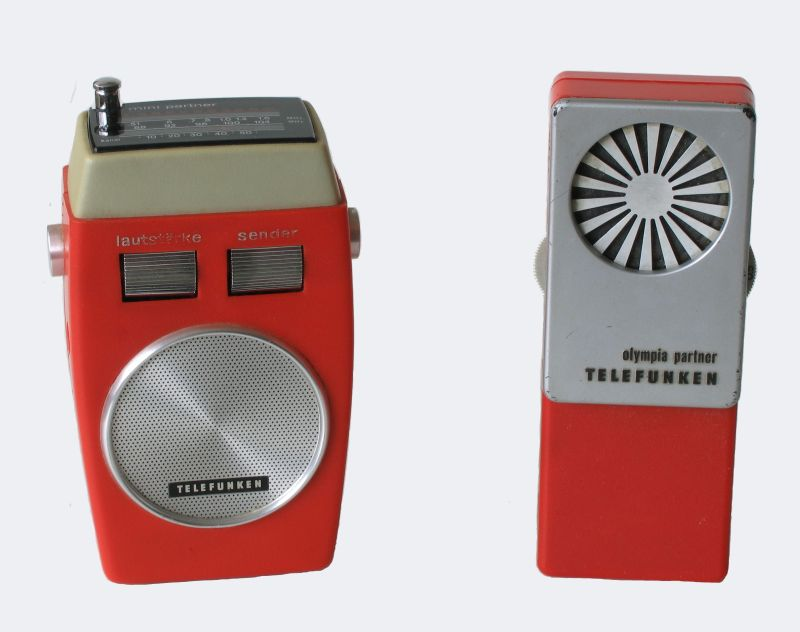
„mini partner“ (UKW/MW, 1970) und „olympia partner“ (MW, 29 DM, 1972), Transistorradios aus fernöstlicher Fertigung

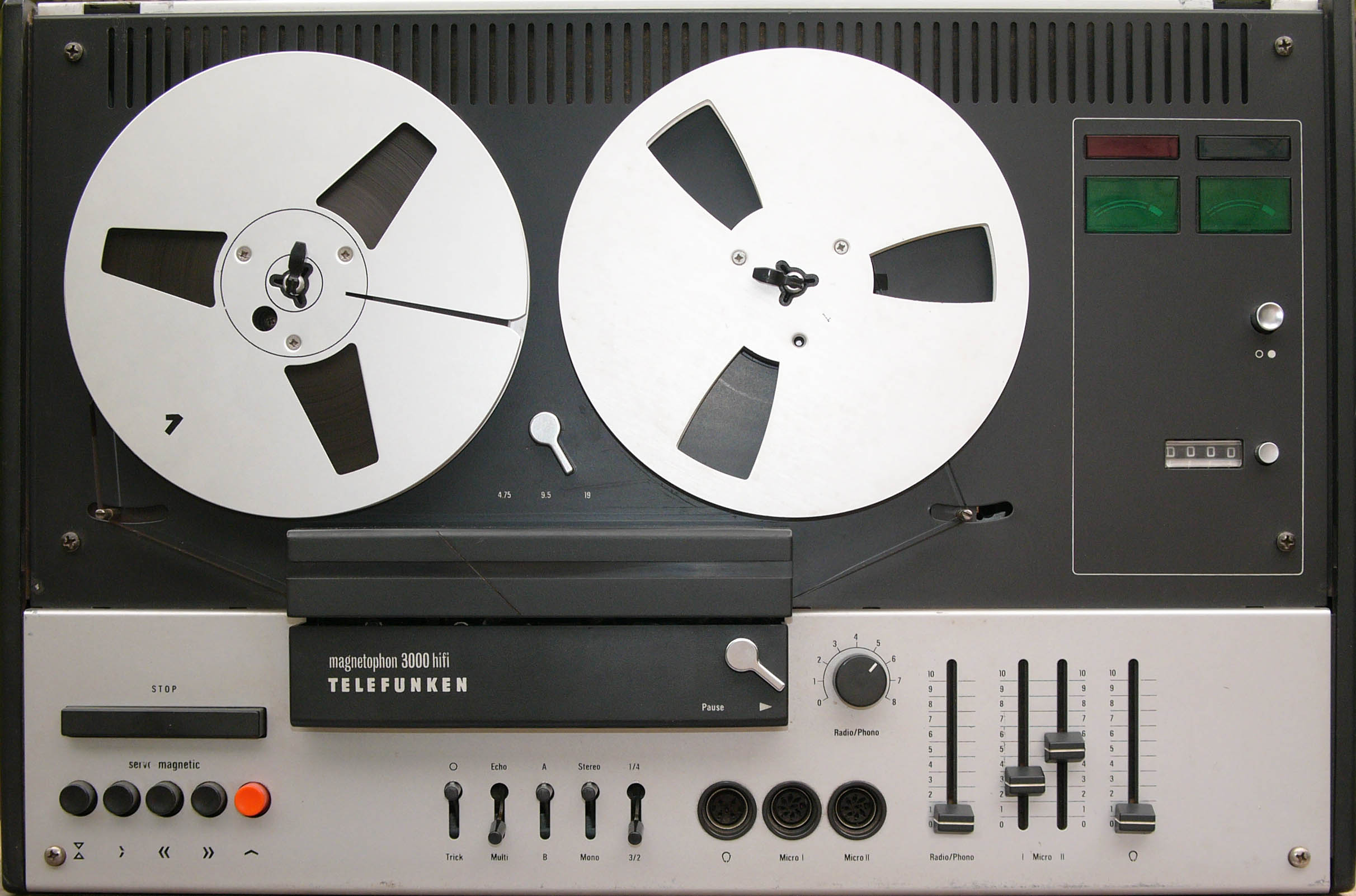
Magnetophon 3000 hifi (1973)

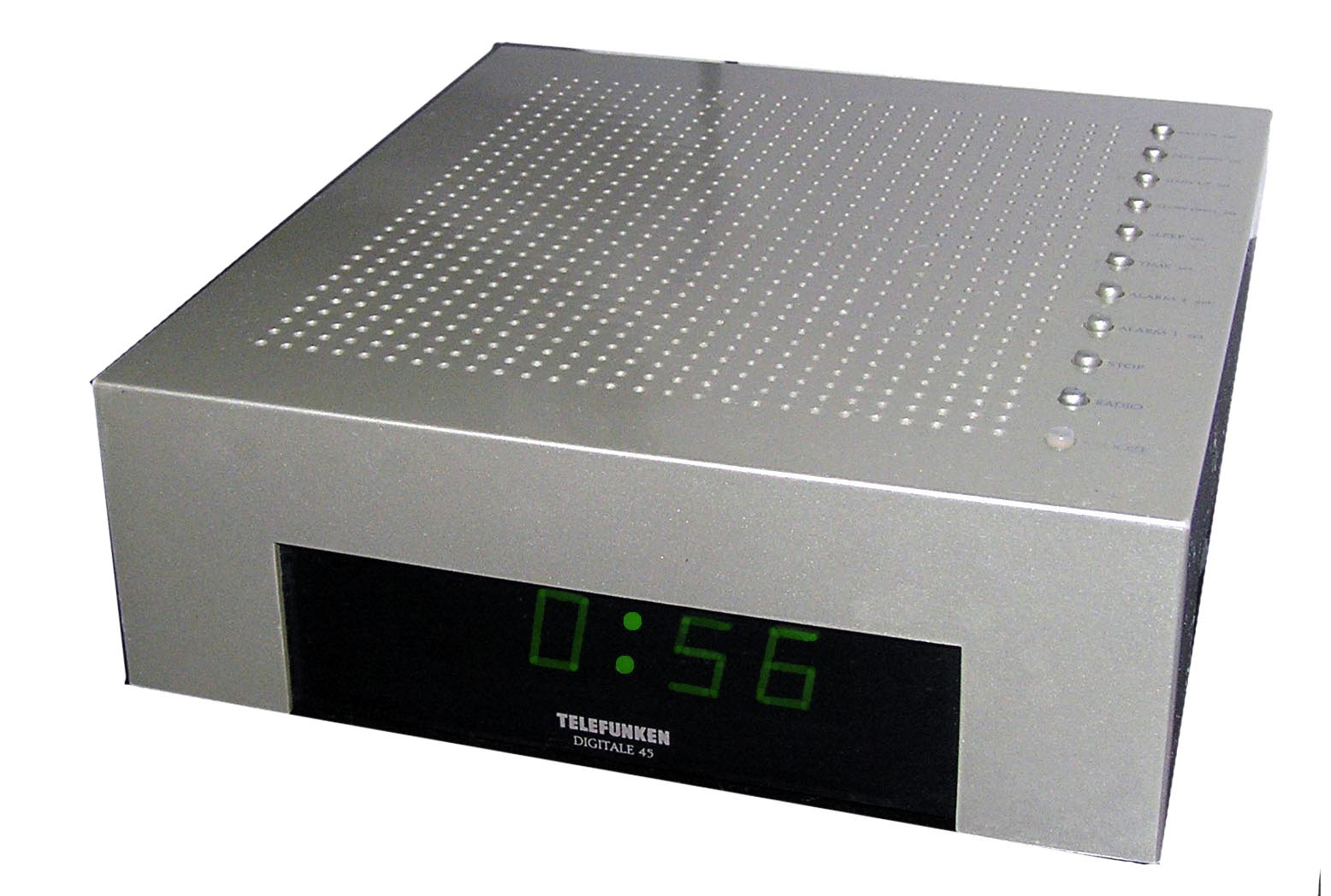
Telefunken-Radiowecker
Design Philippe Starck (ca. 1995)

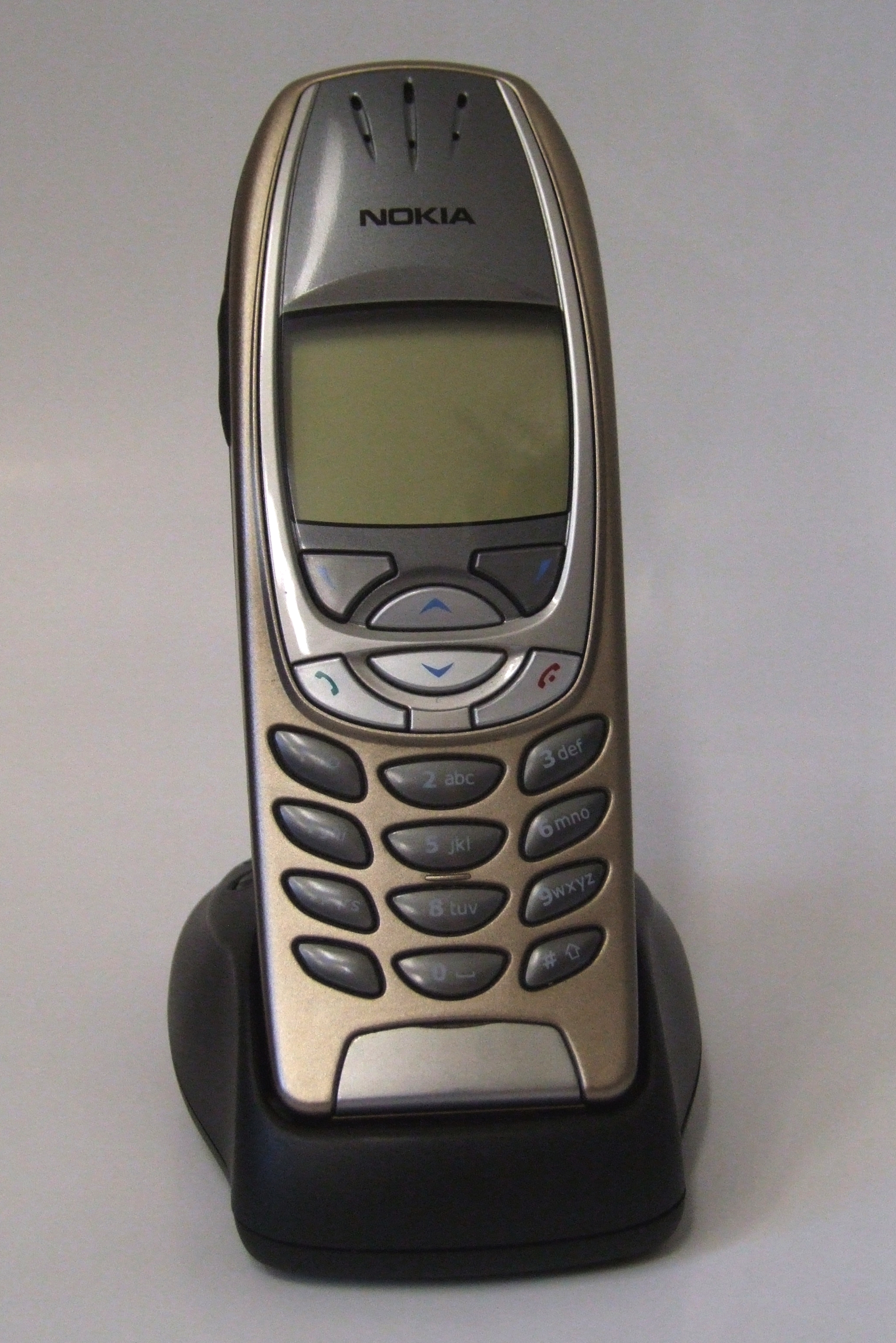
Erstes Nokia-Gerät aus der Entwicklung in Ulm (2002)

Wirtschaftliche Schwierigkeiten des AEG-Konzerns erzwangen ab etwa 1970 das Ausgliedern von Geschäftsfeldern, die Beteiligung Dritter an Geschäftsbereichen bzw. den späteren Verkauf. Eine außerordentliche Hauptversammlung im Januar 1980 beschloss zunächst eine Kapitalherabsetzung der bestehenden Anteile von 3:1 mit einem folgenden Kapitalzufluss von 1682 Millionen DM neuer Mittel. Nachfolger von Walter Cipa (seit 1976 AEG-Vorstandsvorsitzender) wurde Heinz Dürr.
Hohe Verluste einzelner Bereiche, u. a. im Fernseh- und Rundfunkgeschäft, zwangen bereits 1981 zu Notverkäufen von kompletten Geschäftsbereichen bzw. Anteilen, wie bei der AEG-Telefunken Nachrichtentechnik GmbH (ATN) in Backnang, von der ein Konsortium von Thomson, Bosch, Mannesmann und der Allianz-Versicherung einen Teil übernahm. Im folgenden Jahr 1982 wurden die Telefunken-Anteile der Teldec (bis 1950 „Telefunken-Platte“) an eine Schweizer Holding verkauft. Das Halbleitergeschäft in Heilbronn wurde ab 1982 mit 51 Prozent Mehrheit von dem US-Konzern United Technologies Corporation als Joint-Venture-Unternehmen zunächst als Telefunken electronic GmbH weiter betrieben und gehört seit 2001 zur Conti temic microelectronic mit Sitz in Nürnberg. Die ATN in Backnang wurde 1983 vollständig von den anderen Anteilseignern übernommen und bis 1995 unter dem Namen ANT weiter geführt (ab 1995 Bosch Telecom; ab 1. Februar 2000 Marconi Communications GmbH; ab 2006 Ericsson und telent GmbH).
Im Zuge des Vergleichsverfahrens der AEG von August 1982 bis Oktober 1984 wurden weitere wesentliche Kernbereiche abgegeben. Die defizitäre TELEFUNKEN Fernseh und Rundfunk GmbH kaufte 1983/84 der französische Konzern Thomson-Brandt. Ein Sanierungskonzept, das Bundesbürgschaften von 600 Millionen DM und neue Bankkredite von 275 Millionen DM vorsah, scheiterte an der Uneinigkeit der Banken. Ein Bankenkonsortium gewährte dem AEG-Konzern bis Juni 1983 ein Verwalterdarlehen von 1,1 Milliarden DM. Davon waren 700 Millionen DM sofort verfügbar und 400 Millionen DM nach Zusage einer Bürgschaft durch den Bund. Vergleichsverwalter war der Rechtsanwalt Wilhelm Schaaf.
1985 änderte der Konzern seinen Namen in AEG Aktiengesellschaft und wurde im selben Jahr mehrheitlich von der Daimler-Benz AG übernommen. Ab 1987 führte der neue Daimler-Vorstand Edzard Reuter die beiden Unternehmen zu einem „Integrierten Technologie-Konzern“ zusammen und betrieb den Verkauf bzw. die Ausgliederung mehrerer AEG- bzw. Telefunken-Geschäftsbereiche.
Der bis 1966 zu Telefunken gehörende Hochfrequenzbereich der AEG in Ulm sowie der Schiffbau- und Sondertechniksektor (Wehrtechnik) in Hamburg und Wedel und die Telefunken microelectronics GmbH in Heilbronn wurden 1989 mit Dornier, MTU und MBB zur Deutschen Aerospace AG (DASA) in München unter Leitung von Jürgen Schrempp zusammengeführt.
Der frühere Telefunken-Geschäftsbereich Hochfrequenztechnik Ulm wurde zusammen mit der Telefunken Sendertechnik GmbH Berlin im selben Jahr Teil des DASA-Bereichs Verteidigungstechnik unter dem Namen Telefunken Systemtechnik GmbH. Das Geschäft des Sprech- und Datenfunks in Ulm betrieb zunächst als 100-prozentige AEG-Tochter die AEG Mobile Communication GmbH, die im Mai 2002 Teil der bereits 2000 gegründeten EADS Racoms (Radio Communication System) wurde. Im Jahre 2004 wurde die EADS Radio Communication System GmbH & Co. KG von Elbit Systems übernommen und in TELEFUNKEN Radio Communication Systems GmbH & Co. KG (Telefunken Racoms) umbenannt.
Die Mobilfunksparte der AEG Mobile Communication wurde zunächst unter dem Namen Matra Communication Cellular Terminals in ein Gemeinschaftsunternehmen von Matra und später zusätzlich Nortel überführt. Der Bereich Entwicklung in Ulm auf dem Oberen Eselsberg wurde 1998 von Nokia übernommen. Die Entwicklung von Mobilfunkgeräten unter dem Markennamen AEG wurde beendet und für den neuen Eigentümer Nokia zunächst GSM Festeinbautelefone und Telematik-Endgeräte entwickelt für fast alle führenden PKW-Hersteller (Ford, Volkswagen. Mercedes, Opel). Diese Produkte waren im Geschäftsbereich Smart Traffic Products gebündelt. Die Entwicklung erfolgte zusammen mit dem Nokia-Standort in Bochum, die Fertigung ebenso im Nokia-Werk in Bochum. Nach einer Neubewertung der Marktprioritäten wurden 2002 die Entwicklung von Smart-Traffic-Products-Endgeräten in Ulm beendet und die Entwicklung von Nokia-Mobiltelefonen aufgenommen, womit man sich bis zur Schließung des Standorts im Jahr 2012 beschäftigte.
Bereits 16 Jahre vorher wurde am 20. September 1996 die Firma des traditionsreichen, ehemaligen Mutterunternehmens AEG aus dem Handelsregister gelöscht.
Am Standort Heilbronn wurde die von Atmel übernommene Halbleiterfertigung an die Tejas Silicon Germany GmbH & Co KG verkauft, welche die Rechte am Namen Telefunken am 1. Januar 2009 erwarb und an diesem Standort unter der Firma Telefunken Semiconductors GmbH & Co. KG integrierte Schaltkreise, auch als Foundry, produzierte. Das Unternehmen stellte im April 2013 einen ersten Insolvenzantrag wegen Überschuldung. Nach dem zweiten Antrag im August 2014 konnte der Insolvenzverwalter keinen Investor zur Fortführung des Unternehmens finden und der Betrieb wurde mit dem letzten Arbeitstag am 27. Februar 2015 eingestellt.

## Heutige Verwendung des Namens „Telefunken“
Manche Arbeitsgebiete von Telefunken wurden in Nachfolgeunternehmen weiterbetrieben, die meisten zwischenzeitlich vollständig eingestellt. Die Bezeichnung „Telefunken“ wurde noch bis 2005 als Teil der Firma ausgegliederter bzw. verkaufter Geschäftsbereiche der ehemaligen AEG verwendet. Im Jahre 2005 änderte die seit 2000 bestehende Telefunken SenderSysteme Berlin AG, die ab 1989 zunächst als Telefunken Sendertechnik GmbH firmierte, ihren Namen in TRANSRADIO SenderSysteme Berlin AG. Der Name „Transradio“ lässt sich bis in das Jahr 1918 zurückverfolgen – mit der Einführung des Duplex-Verkehrs bei Funkverbindungen im Jahre 1919 erlangte die Transradio-Aktiengesellschaft für drahtlosen Übersee-Verkehr weltweite Anerkennung. Die TRANSRADIO SenderSysteme Berlin AG ist spezialisiert auf Forschung, Entwicklung und Konstruktion von AM-, VHF/FM- und DRM-Sendern, sowie auf kommerzielle und militärische Kommunikationssender für Lang- und Längstwelle.
Die Daimler-Benz AG übertrug 1995 das restliche Vermögen des AEG-Telefunken-Konzerns in die EHG Electroholding GmbH und beendete damit die Geschichte beider Unternehmen. Als Marke ist „Telefunken“ weiter bei über 50 Partnern in über 120 Ländern präsent; die unter diesem Namen angebotenen Produkte haben mit dem ursprünglichen Unternehmen nur noch den Namen gemeinsam. Die Nutzung des Begriffs Telefunken durch diverse Gesellschaften beruht auf Lizenzvereinbarungen. Die Daimler AG verkaufte die Telefunken-Markenrechte im Dezember 2007 an die Live Holding AG in Berlin. Vorstandsvorsitzender der Live Holding war der frühere Lufthansa- und Deutsche-Bahn-Vorstand Hemjö Klein, der zudem Aufsichtsratsvorsitzender der 2008 gegründeten Beteiligungsgesellschaft Telefunken Licenses GmbH in Frankfurt am Main war. Diese vergibt seitdem die mit dem Begriff „Telefunken“ verbundenen Marken- und Lizenzrechte. Telefunken Licenses ist Tochtergesellschaft der Telefunken Holding AG.
Im August 2006 erhielt das türkische Unternehmen Profilo-Telra, einer der größten europäischen Hersteller von TV-Geräten, von der französischen Thomson AG die Lizenz, unter der Marke TELEFUNKEN in verschiedenen europäischen Ländern TV-Geräte zu vertreiben. Die Thomson AG hatte die Lizenz zur Nutzung des Markennamens ihrerseits von der Telefunken Licenses GmbH, Frankfurt a. M. erhalten. Diese war bis Dezember 2007 als Tochtergesellschaft der EHG Elektroholding GmbH, ein Teil der Daimler AG. Im April 2008 wurde die Zusammenarbeit mit Profilo-Telra beendet. Telefunken-Fernseher werden aktuell (2011) größtenteils in der Türkei von Vestel gefertigt.
Seit 2008 bietet Telefunken Autotainment im Ersatzbedarfsmarkt Entertainmentcenter speziell für Fahrzeuge der Volkswagen-Gruppe an. Telefunken Solar vermarktet im deutschen Markt Photovoltaik-Systeme.
Telefunken Elektroakustik in den USA fertigt Nachbildungen hochwertiger Mikrofone, die früher unter der Marke Telefunken vertrieben wurden, sowie eigene Neuentwicklungen. Dazu gehörten Mikrofone der Marken AKG (Österreich), Neumann (BRD) und Neumann Gefell (DDR).
Telefunken Racoms ist seit 2004 eine hundertprozentige Tochtergesellschaft von Elbit Systems und bietet technische Systeme für Kommunikation und Aufklärung im Rüstungs- und Sicherheitsbereich an.
Bis Mitte 2014 gab es die Telefunken Communications AG, die jedoch Insolvenz anmelden musste. Das Unternehmen war im Bereich Aufbau von Glasfasernetzen tätig.

## Geschäftsfelder
Von 1903 bis 1996 wurde in den Werken von Telefunken bzw. in den zu AEG-TELEFUNKEN übergegangenen Abteilungen ein breites Produktspektrum von Bauteilen, Geräten und Systemen entwickelt und produziert. Gemeinsames Kennzeichen war die Kompetenz für Hochfrequenz- und Nachrichtentechnik und die dafür notwendige Infrastruktur im Bereich der Bauteilfertigung. Unter anderem:
- Analogrechner für militärische und zivile Anwendungen (Flugsicherung, Wissenschaft)
- Digitalrechner für militärische und zivile Anwendungen (Flugsicherung, Prozessrechner, Vermittlungstechnik)
- drahtlose und drahtgebundene Übertragungssysteme
- elektroakustische Anlagen, Bild- und Tonstudioausrüstungen
- Elektronenröhren (Kathodenstrahlröhren (Bildröhren), Magnetrons, Senderöhren, Wanderfeldröhren)
- Flugsicherungsanlagen: Radar-, Peil- und Ortungsgeräte
- Führungs- und Waffeneinsatzsysteme der Marine
- Glasfasertechnik
- Halbleiter (Transistoren, Dioden, Integrierte Schaltungen, Bauelemente der Infrarot- und Solartechnik)
- Höchstfrequenz-Bauelemente bis 200 GHz
- militärische Systeme für Daten- und Sprachkommunikation, Zum Beispiel SY-5000[20]
- Muster- und Spracherkennungssysteme
- passive Bauelemente
- Postdienst-Automatisierung (Belegerkennung, Briefsortierung)
- Radargeräte für Seefahrt und Verkehrsüberwachung
- Radio- und Fernsehempfänger, Bildplattenspieler, Schallplattenspieler, Tonbandgeräte („Magnetophon“), Videorecorder
- Rundfunk- und Fernsehsender (AM-Radiosender für Lang-, Mittel- und Kurzwelle, DRM-Modulatoren, VHF/FM-Sender und DAB-Sender, sowie Analog- und Digital-TV-Sender)
- Schallplattenproduktion (Schellack- und Vinylplatten)
- stationäre und mobile Funktechnik für Betriebe und Behörden (BOS-Funk), Bündelfunk, Hafenfunk, Zugfunk
- Vermittlungstechnik für Daten- und Sprachkommunikationssysteme
- Weitverkehrstechnik (Multiplexsysteme, Richtfunk- und Satellitentechnik)

## Standorte und Produktionsstätten

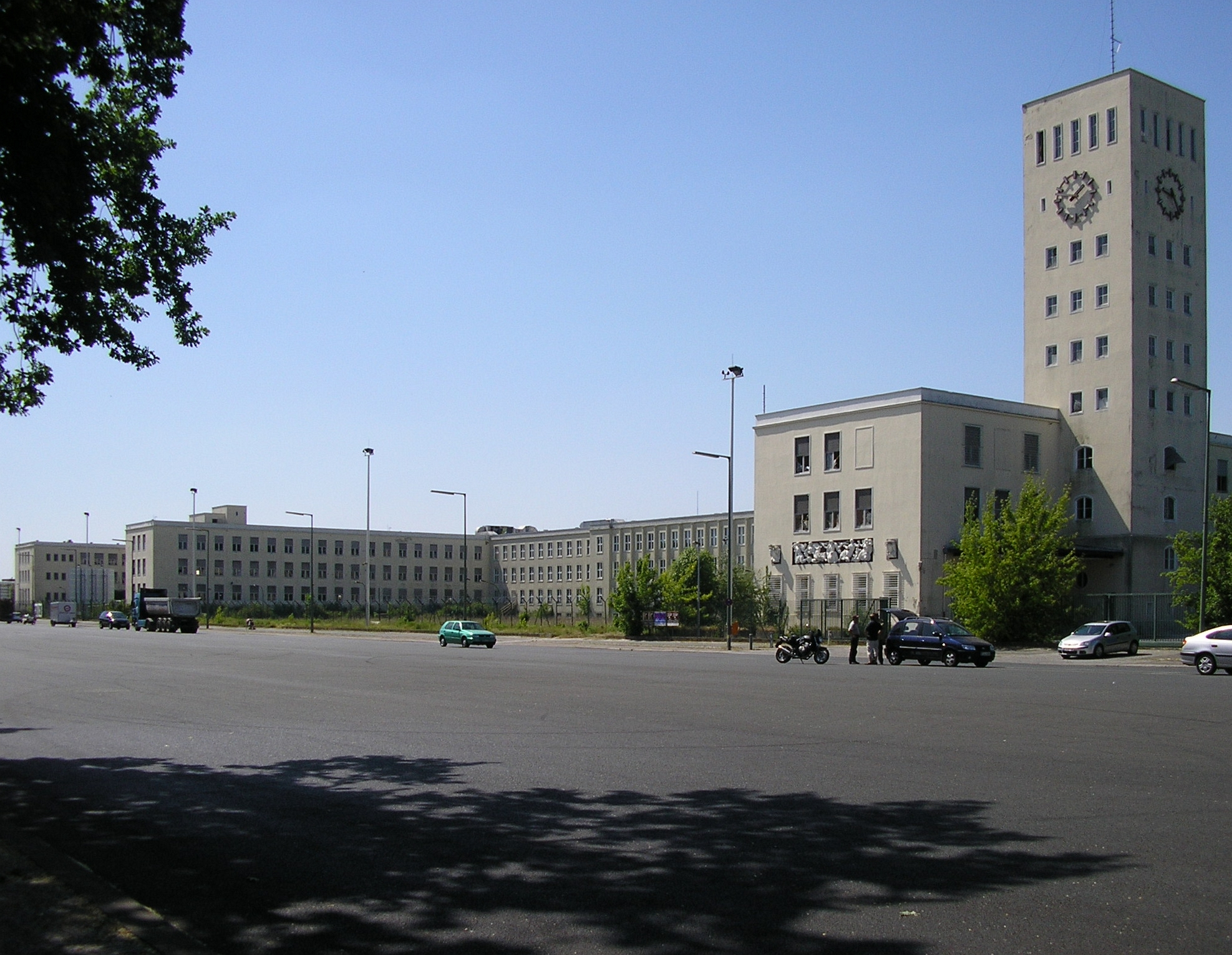
Berlin-Lichterfelde, Platz des 4. Juli; damals Zehlendorf, Vierter Ring/Osteweg; Entwicklung und Produktion, 1938–1945 Unternehmenssitz und Stammwerk, Foto: Juni 2008

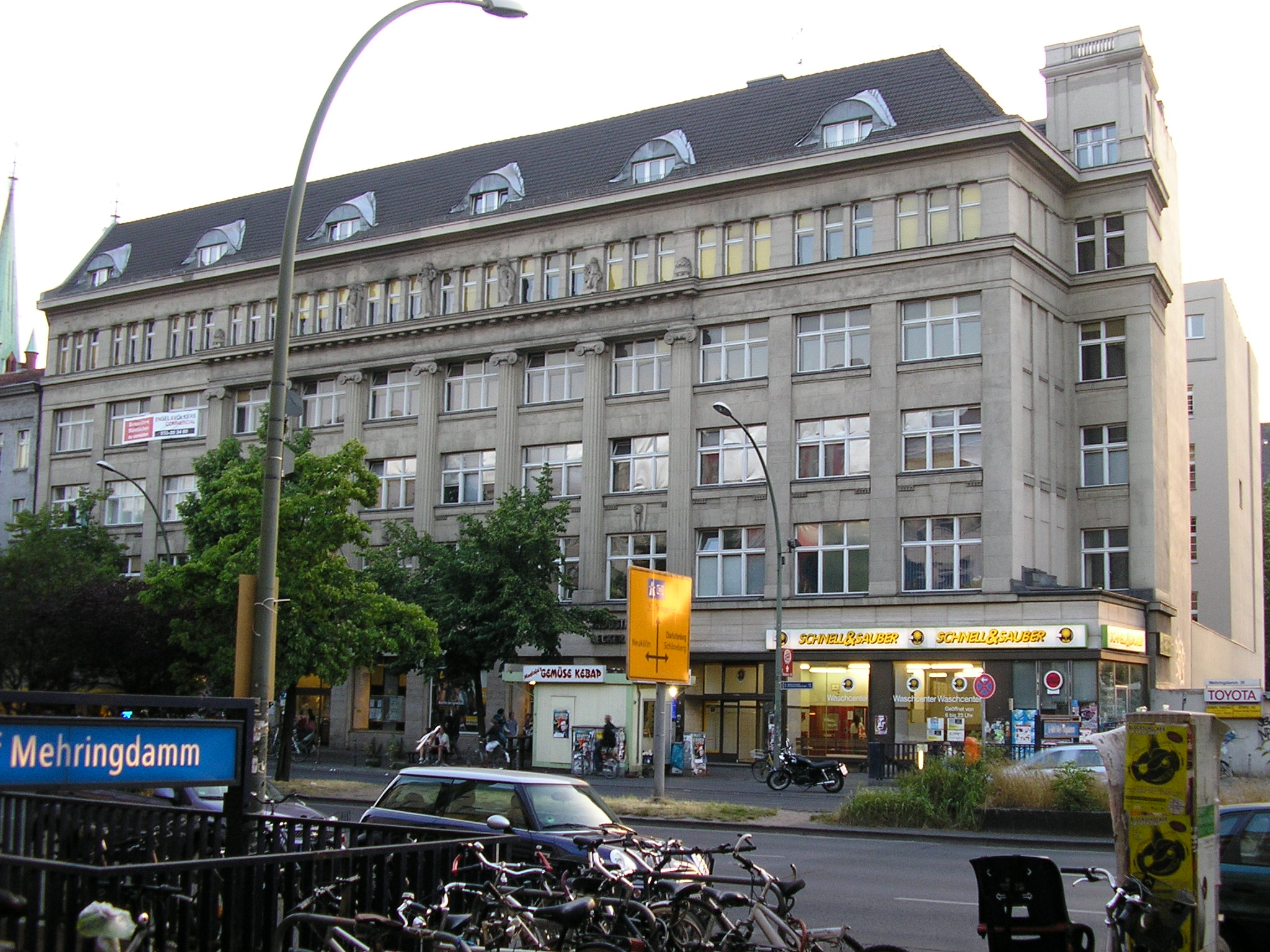
Berlin-Kreuzberg, Mehringdamm 32/34 (bis 1947: Belle-Alliance-Str. 7–10): Standort des Bereiches Hoch-
frequenzgeräte und -anlagen („Hoga“); 1948–1952 Unternehmenssitz
Foto: Juni 2008

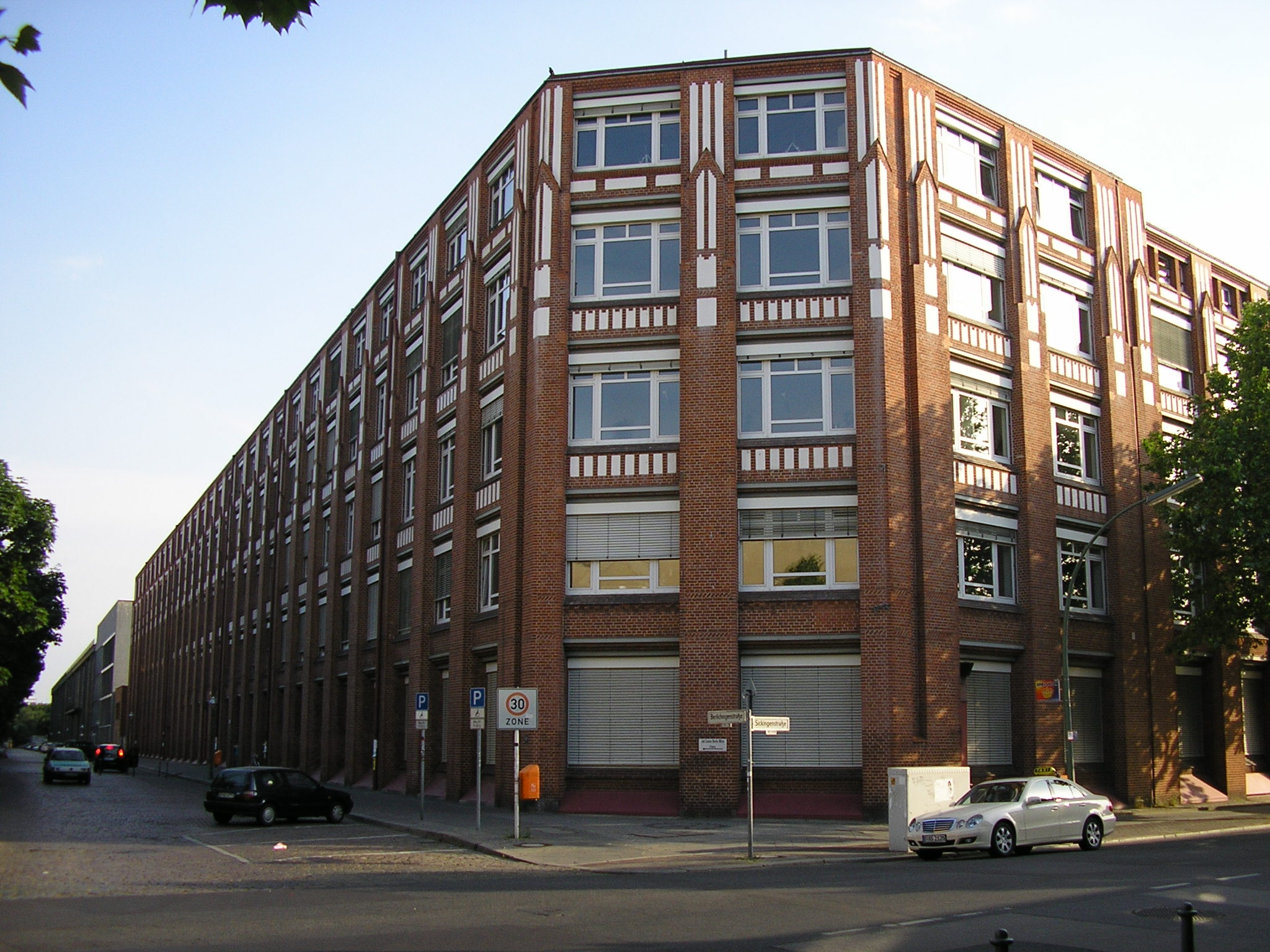
Berlin-Moabit, Sickingenstr. 70/71
1907–1912 als AEG-Glühlampen-
fabrik gebaut (denkmalgeschützt)
1920–1939: OSRAM-Glühlampen-
werk A (wie AEG),
ab Juli 1939: Telefunken – Werk für Elektronenröhren,
1952–1960 Unternehmenssitz
Seit 2005 Jobcenter Berlin-Mitte,
Foto: Juni 2008

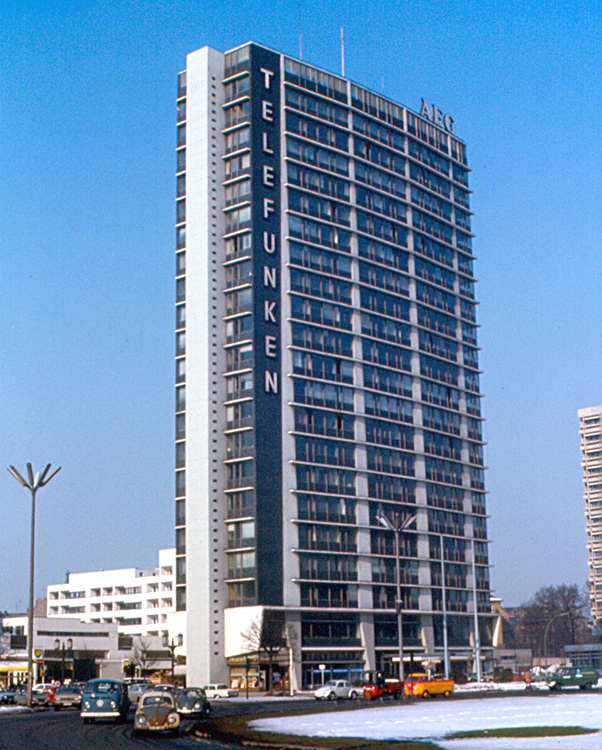
Telefunken-Hochhaus Berlin-Charlottenburg, Ernst-Reuter-Platz 7
1960–1967 Unternehmenssitz, Foto: März 1970

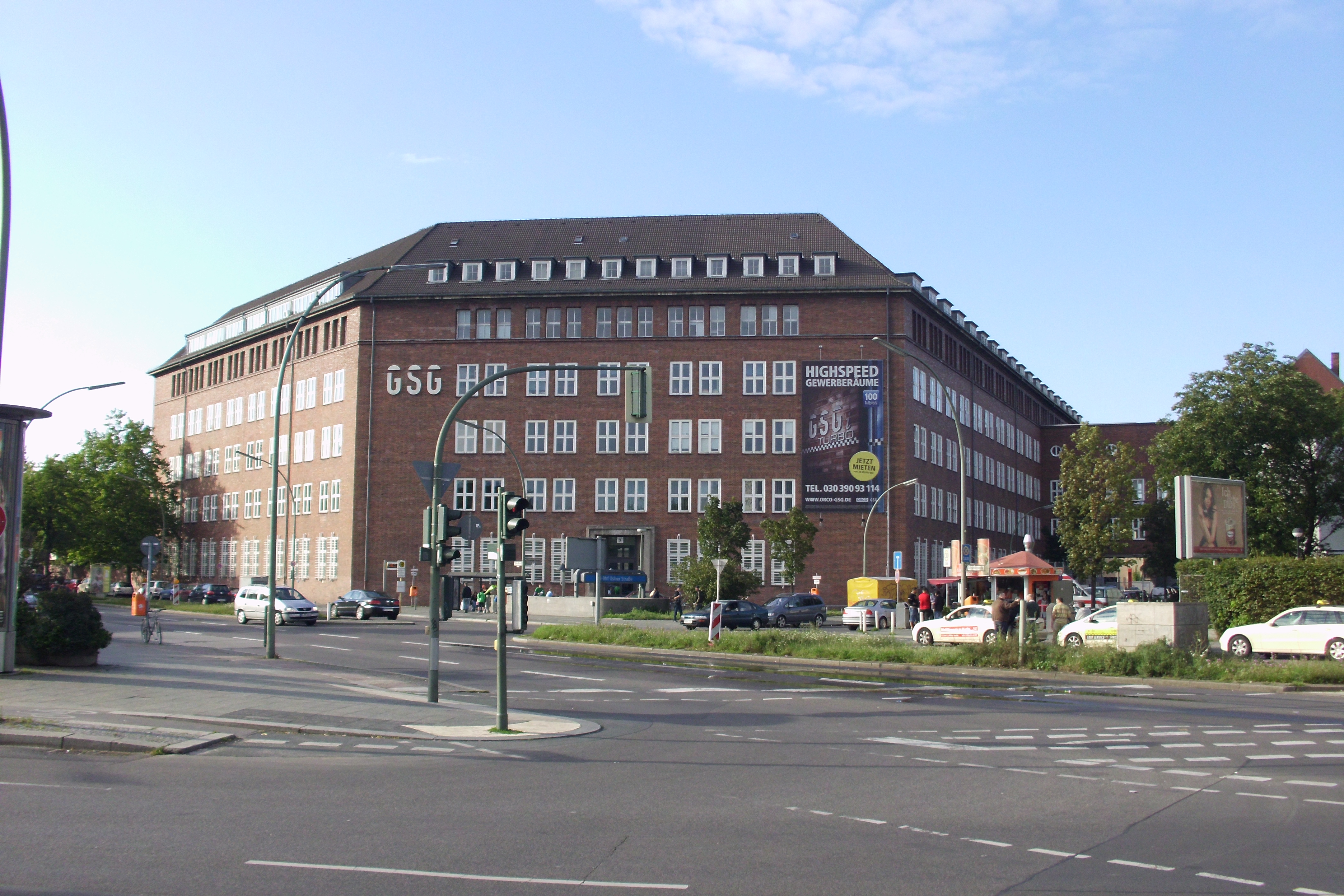
Berlin-Gesundbrunnen (früher Bezirk Wedding): Gerätewerk Schwedenstraße, für die AEG von 1939 bis 1941 nach Plänen von Ernst Ziesel errichtet, Foto: Sept. 2011

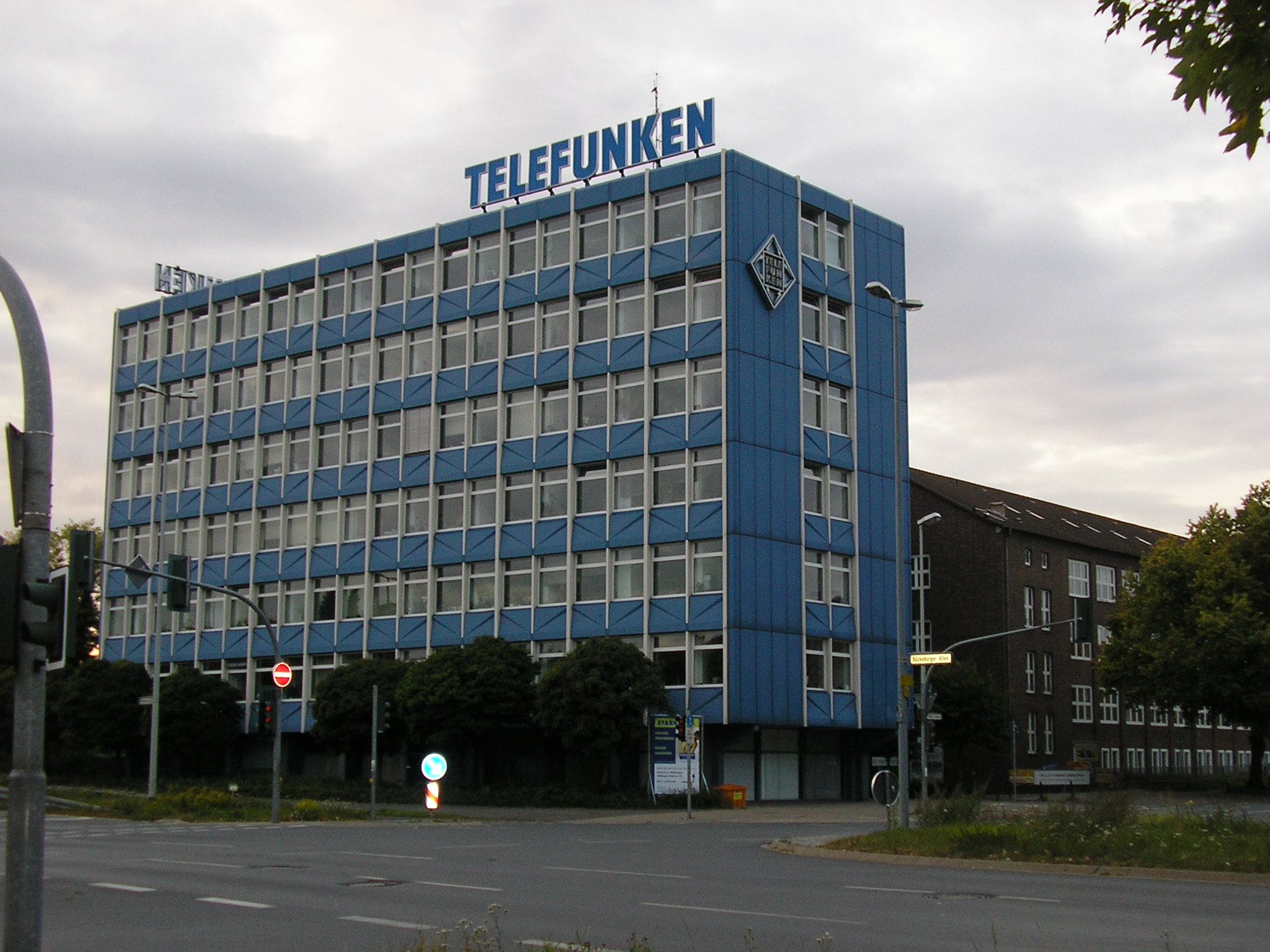
Hannover-Ricklingen, Göttinger
Chaussee 76: Ehemaliges Verwaltungsgebäude der Telefunken Fernseh und Rundfunk GmbH. Neben dem 1956/57 gebauten Haus steht die 1940/41 zur Fertigung von Funktechnik errichtete Huth-Apparatefabrik, Foto: Sept. 2008

Der Unternehmenssitz war anfangs die Besselstr. 21 in Berlin-Kreuzberg; in der Folgezeit bis 1918 das Gebäude Tempelhofer Ufer 9 in Berlin-Kreuzberg. Bis in die 1930er Jahre stellten die beiden Muttergesellschaften nach einem Verteilungsschlüssel in ihren eigenen Werken die Telefunken-Erzeugnisse her. Telefunken betrieb die eigene Entwicklung von Elektronenröhren erst ab 1914 unter der Leitung von Hans Rukop; im Gebäude Friedrichstraße 235 in Berlin-Kreuzberg wurde 1917 hierfür eine eigene Produktionsstätte eingerichtet. Diese wurde 1920 wieder geschlossen und die Osram GmbH KG, ein Gemeinschaftsunternehmen von Siemens & Halske, der AEG sowie der Deutschen Gasglühlicht AG, baute in ihrem Glühlampenwerk Sickingenstraße in Berlin-Moabit die Elektronenröhren für Telefunken. Der Telefunken-Unternehmenssitz befand sich in den Jahren 1918 bis 1937 im „Telefunkenhaus“, Hallesches Ufer 30 in Berlin-Kreuzberg, das von 1932 bis 1937 auch Sitz des Tochterunternehmens Telefunken-Platte war.
Ab 1938 wurden 37 Berliner Standorte im Telefunkenwerk Zehlendorf in Zehlendorf zusammengefasst (damalige Postanschrift: Vierter Ring/Osteweg, heutiges Areal zwischen Goerzallee und dem Platz des 4. Juli in Lichterfelde). Das von 1937 bis 1940 nach Plänen des Architekten Hans Hertlein errichtete Werk hatte zuletzt 90.000 m² Nutzfläche und war bis 1945 Unternehmenssitz. Dort mussten zwischen 1942 und 1945 Häftlinge des KZ-Außenlagers Lichterfelde Zwangsarbeit verrichten.
Vor und während des Zweiten Weltkrieges gab es neben Berlin weitere Fabriken, teils unter Regie der Muttergesellschaft AEG, in Neuhaus am Rennweg (1936, Elektronenröhren), zwei in Erfurt (1937 Gerätewerk, 1939 Elektronenröhren), Sachsen, Mähren, Schlesien (Breslau, Liegnitz und Reichenbach im Eulengebirge) sowie auf Rügen. Vielfach wurden für die Wehrmacht auch Telefunken-Geräte von anderen Firmen wie dem Sachsenwerk in Radeberg gefertigt. In den besetzten Gebieten des Baltikums und Polens, wie Reval, Riga (AEG „Ostlandwerk“), Posen, Krakau (Rundfunkgeräte) und Łódź (damals Litzmannstadt) gab es ebenfalls Produktionsstätten. In vielen dieser Werke sind Zwangs- bzw. „Ostarbeiter“ beschäftigt worden. Das Röhrenwerk Litzmannstadt wurde im August 1944 zusammen mit der Belegschaft nach Ulm (Festung Wilhelmsburg) verlegt.
Das Werk Zehlendorf wurde 1945 durch die amerikanische Besatzungsmacht beschlagnahmt, war bis 1949 US-Hauptquartier und bis 1994 US-Kaserne (McNair Barracks), später als Wohngebäudekomplex umgestaltet. Noch im April 1945 brannte das Gebäude Hallesches Ufer 30 („Telefunkenhaus“) völlig aus und wurde später nicht wieder genutzt. Der Unternehmenssitz wurde daher zunächst in die Maxstr. 8 (Empfängerlabor in Bln.-Schöneberg/heute Kärntener Str.) und 1948 nach Beseitigung der Kriegsschäden in das unternehmenseigene Haus Mehringdamm 32/34 (bis 1947: Belle-Alliance-Str. 7–10) in Bln.-Kreuzberg verlegt. Dieses Gebäude wurde nach 1955 verkauft.
1952–1960 war Unternehmenssitz das Werk für Elektronenröhren in der Sickingenstr. 71 (Berlin-Moabit). 1960 wurde das Telefunken-Hochhaus am Ernst-Reuter-Platz in Berlin-Charlottenburg als neue Zentrale bezogen und blieb es bis zur Fusion mit der AEG im Jahre 1967. Ab Anfang der 1950er Jahre wurden in Westdeutschland verstärkt neue Entwicklungs- und Produktionsstandorte errichtet bzw. übernommen, da das alliierte Kontrollratsgesetz Nr. 25 weiterhin für Berlin ein striktes Verbot jeglicher militärischen Forschung beinhaltete. Dies umfasste auch Tätigkeiten im Bereich der Radar- und Hochfrequenzforschung, die bei Telefunken wieder aufgenommen werden sollten.
Standorte waren in Deutschland:
- Backnang, Gerberstr. 33: 1949–1955 AEG-Fernmeldetechnik, ab 1955 Weitverkehrstechnik (Richtfunk)
- Berlin-Kreuzberg, Mehringdamm 32/34:[22] 1948–1952 Unternehmenssitz, bis 1955 Bereich Hochfrequenzgeräte
- Berlin-Moabit, Sickingenstr. 70/71 (Osram-Glühlampenwerk A):[23] ab 1920 Fertigung von Elektronenröhren für Telefunken durch Osram – Übernahme durch Telefunken 1939; 1952–1960 Unternehmenssitz
- Berlin-Moabit, Sickingenstr. 20–26: (ab 1955 bis 2000) Rundfunk- und Fernsehsender, Funksprechgeräte, Mobile Kommunikation
- Berlin, ehemaliger Bezirk Wedding (heute Ortsteil Gesundbrunnen) Gerätewerk Schwedenstraße,[24] für die AEG 1939 bis 1942 nach Plänen von Ernst Ziesel errichtet: Funktechnik für die Wehrmacht, Rundfunk-/Phono-/Cassetten- und Heim-Tonbandgeräte (Magnetophon), TED-Bildplattenspieler
- Berlin-Tempelhof, Ringbahnstr. 63: (ab 1937) Schallplatte („Telefunken-Platte“)
- Braunschweig (Ehemals Kuba-Werk): Tonmöbelbau
- Celle-Hehlentor:[25] (1966–1997) Fernsehgeräte; ab 1984 Thomson-Brandt
- Eiweiler (Heusweiler): Hochfrequenztechnik
- Hannover-Ricklingen, Göttinger Chaussee 76: bis 1945 Huth-Apparatefabrik GmbH – Funkgerätefertigung für die Wehrmacht, ab 1946/47 Rundfunk-, ab 1951 auch Fernsehgeräte (FE 8), bis 1973: Elektroakustik (siehe auch: Telefunkenwerk Hannover)
- Hannover-Bornum, Nenndorfer Chaussee 9 („Werk 2“; 1959–1980): Fernsehgeräte, später: AS-Solar
- Heilbronn: (ab 1960) Halbleiter, Schaltkreise, Solarzellen, Infrarotmodule
- Konstanz: (bis 1958 Pintsch Elektro GmbH) Digitale Groß- und Mittlere Rechner, Analogrechner, Briefsortierung, Zeichenerkennungstechnik, Flugsicherungstechnik, Studio-Magnetbandgeräte, Geldausgabegeräte
- Nürnberg: (bis 1958 NSF – Nürnberger Schraubenfabrik und Façondreherei) Passive Bauelemente, Empfangsteile (Tuner) für Fernsehgeräte
- Offenburg: (1962) Weitverkehrstechnik
- Osterode am Harz (Ehemals Imperial-Werk): Videorecorder
- Schmachtenberg[26] (1963 bis 1977)
- Ulm, Donautal: (1967–1981/82) Fernseh-Bildröhren; ab 1979 Thomson-Brandt
- Ulm, Elisabethenstr. (ab 1951, ehemalige Sedan-Kaserne): Hochfrequenztechnik, Radar-, Peil- und Ortungsanlagen, Sprech- und Datenfunkgeräte, ab 1955 Forschungsinstitut
- Ulm, Söflinger Str. 100 (ab 1946, ehemaliges Heereszeugamt): Elektronenröhren
- Wedel: (bis 1954 AEG-Werk) Studio-Magnettongeräte
- Wolfenbüttel, Lindener Str. 15 (Ehemals Kuba-Werk): (ab 1973) Elektroakustik

Standorte in Österreich waren:
- Braunau am Inn: Halbleiter
- Vöcklabruck: Halbleiter